# Viña del Mar
Viña del Mar es una ciudad y comuna chilena perteneciente a la provincia y Región de Valparaíso, ubicada en el litoral central, sobre las cuencas de los esteros Reñaca y Marga Marga y a orillas de la bahía de Valparaíso.
Fue fundada con su actual nombre el 28 de diciembre de 1874 por el político y escritor chileno José Francisco Vergara, quien junto con su esposa Mercedes Alvares heredó las tierras donde actualmente se ubica la ciudad, para lo cual, decidió contratar a un grupo de ingenieros que confeccionaron los trazados de las calles y conformaron un núcleo urbano.
Con una población de 334 248 habitantes en 2017, es el municipio más poblado de la región. Además, en conjunto con las comunas de Valparaíso, Concón, Quilpué y Villa Alemana, forma el Área Metropolitana de Valparaíso, siendo además ciudad gemela de la primera, al encontrarse completamente conurbada a ella.

## Toponimia
La viticultura, actividad facilitada por los suelos y el clima de la zona central de Chile, se inició en la cuenca del estero Marga Marga cuando sus terrenos fueron adquiridos por Alonso de Riberos en 1580, quien plantó los primeros viñedos. Situados frente al sendero que unía el puerto de Valparaíso con el valle de Quillota, comenzaron a ser conocidos como la Viña de Riberos o Viña de la Mar, nombre que pasó a englobar primero a la cuenca, luego a la población establecida en las orillas del Marga Marga, y de forma posterior a la ciudad. La actividad vitivinícola en la zona se extendió hasta 1827, cuando el antiguo cultivo fue destruido por un temporal de viento y lluvia.

## Historia

### Orígenes
Los primeros habitantes conocidos del lugar donde se asienta Viña del Mar fueron los picunches, quienes denominaron al sector entre Concón y Valparaíso como Alimapu.
Luego de la dominación española, los conquistadores se repartieron el territorio en dos grandes haciendas que tenían como límite norte sur el estero Marga Marga. Si bien la primera adjudicación de tierras fue realizada por el gobernador Pedro de Valdivia a dos de sus colaboradores, los primeros cultivos fueron efectuados por Alonso de Riberos, quien procedió a plantar viñedos luego de adquirir los terrenos en 1580.
La explotación de los recursos agrícolas de las haciendas, además de algunas actividades ganaderas y mineras, continuaron durante la colonia, aunque de una manera modesta. En esta época el gobernador Ambrosio O'Higgins comenzó un proyecto para mejorar las rutas de acceso a Valparaíso, por lo que en 1792 mandó a abrir una carretera desde dicho puerto a Quillota. Este camino, obra del ingeniero José Hidalgo, pasaba por las alturas de las colinas entre Valparaíso y Viña del Mar, seguía el curso del Marga Marga y lo cruzaba para seguir a los valles interiores.
Tras la independencia las haciendas siguieron separadas y con propietarios distintos. Mientras que la hacienda del norte, llamada Viña de la Mar, cambiaba sus viñedos por plantaciones de trigo, la propiedad de la orilla sur denominada Siete Hermanas estaba enfocada en la industria maderera y la producción de miel de palma.

### Primeras urbanizaciones

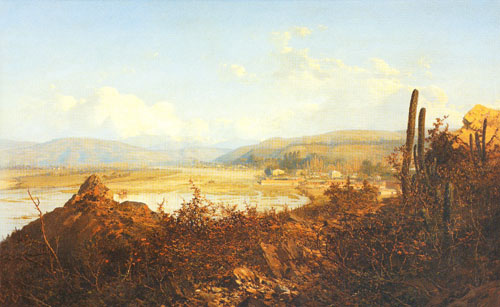
Vista del Marga Marga (c. 1870), óleo de Thomas Somerscales.

En 1840 el portugués Francisco Alvares puso fin a un largo proceso de división y comercialización de los predios al unificar ambas haciendas bajo su propiedad. Al fallecer Alvares lo sucedió en la administración de la propiedad su viuda Dolores Pérez, quien sentó las bases para la urbanización de la zona al arrendar pequeñas parcelas en sus terrenos.

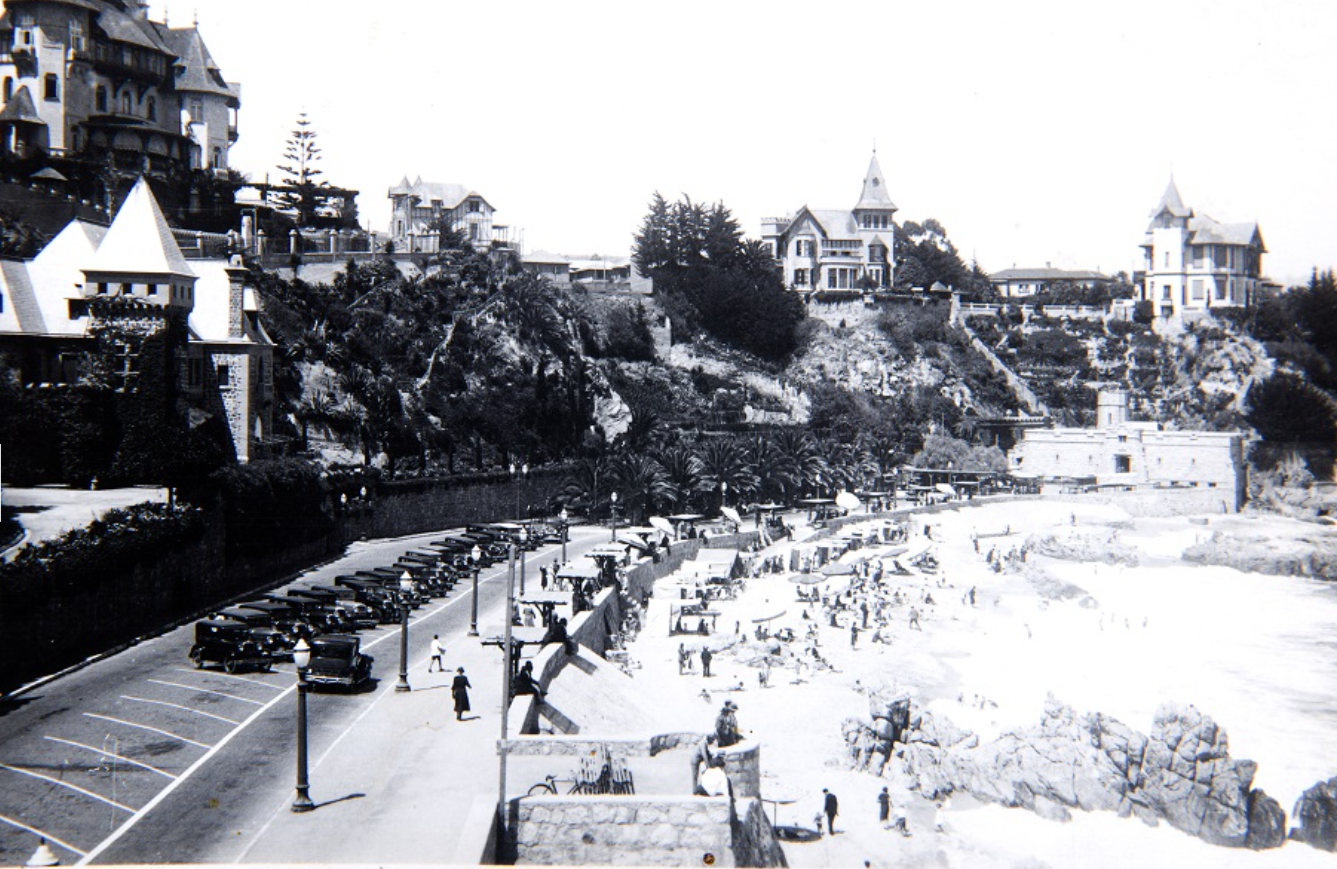
Playa Miramar a comienzos del siglo XX

El impulso definitivo para el proceso del establecimiento formal de Viña del Mar como población llegó con la construcción del ferrocarril de Valparaíso a Santiago. Sus obras comenzaron en 1852, y su primer tramo —de 7 km entre la Estación Barón y la hacienda de Viña del Mar—, fue inaugurado el 16 de septiembre de 1855. La llegada del ferrocarril hizo que la presión por formar urbanizaciones en la zona fuese cada vez mayor.
Debido al bajo precio del suelo, la abundante oferta y la accesibilidad del lugar por la línea férrea, Viña del Mar reunió el interés de importantes ciudadanos de Valparaíso, quienes comenzaron levantar las primeras edificaciones en torno a las calles paralelas y adyacentes a la línea del ferrocarril, luego denominadas Álvarez y Viana. En el mismo sentido, la urbanización del antiguo camino a Quillota, que se transformó en la calle Valparaíso, concentró el comercio cotidiano. En 1874 se construyó el Gran Hotel, que, junto a la estación ferroviaria, se convirtió en el eje de la vida social de la naciente urbe.

### Fundación

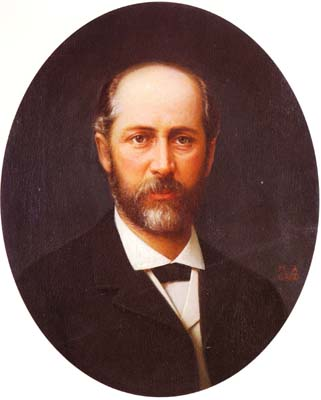
José Francisco Vergara presentó el plan de urbanización de Viña del Mar, que fue aprobado el 29 de diciembre de 1874.

En 1874 el propietario de la hacienda José Francisco Vergara, quien la heredó luego de su matrimonio con Mercedes Alvares —nieta de Francisco Alvares y Dolores Pérez—, decidió planificar la urbanización del creciente núcleo urbano, por lo que confeccionó un plano junto a una comisión de ingenieros. Este proyecto fue aprobado por decreto del intendente de Valparaíso Francisco Echaurren fechado el 28 de diciembre de 1874. Este decreto tenía las reglamentaciones sobre la forma y dimensiones de las cuadras, los nombres de las primeras calles, el nivel y línea de los edificios, así como también la forma en que se ejecutarían las donaciones hechas por Vergara, que consideraban terrenos para la construcción de plazas, juzgados, un cementerio, un hospicio y un matadero.
La trama de la nueva ciudad careció de la urbanización del borde costero.
Francisco Astaburoaga en 1899 en su Diccionario Geográfico de la República de Chile: 885  escribió sobre el lugar:

Viña del Mar.-—Villa del departamento de Valparaíso situada en los 33º 01' Lat. y 71° 33' Lon. á siete kilómetros al NE. de la ciudad de Valparaíso (estación del Barón) y 13 hacia el O. de la aldea de Quilpué, pasando por ella el ferrocarril de esa ciudad á la de Santiago; á poco más de un kilómetro de su lado occidental tiene el mar Pacífico. Está asentada en la margen sur del riachuelo de su nombre en un prolongado plano ceñido también al sur por cerros bajos y pelados. Sus calles corren de O. á E. casi paralelas á la dicha margen del riachuelo y á lo largo de la línea del ferrocarril y están cruzadas de N. á S. por otras más cortas. En el centro de ellas contiene una pequeña plaza, frente á la cual se encuentra su bella iglesia, erigida en parroquial con la advocación de Nuestra Señora de Dolores por auto de 10 de abril de 1882; poco más al oriente de ella se hallan la estación del ferrocarril con un paseo poblado de árboles y un espacioso hotel. Contiene además en general elegantes y cómodas casas con jardines y huertos, algunos establecimientos industriales como el de refinación de azúcar, escuelas gratuitas, oficinas de correo, telégrafo y de registro civil, &c. La pueblan 4,859 habitantes y es asiento de municipalidad, creada por decreto de 31 de mayo de 1878, cuya circunscripción se determina en el artículo de su departamento. Esta villa trae su nombre de una viña plantada cercana al mar en la ribera norte del río poco antes de 1586, en que ya se hace mención de ella. En el lado sur apenas había una que otra habitación cuando la visitó en 1713 el ingeniero francés Frezier, y señala el paraje en sus planos con el nombre actual. Desde entonces no se hacía notar particularmente el pequeño caserío que aquí se había formado hasta poco antes de 1855, en que principió á correr por él la primera parte del ya indicado ferrocarril. Mas, su verdadero adelanto y transformación en el actual importante pueblo, comenzó desde que los distinguidos propietarios de terrenos de su asiento y vecinos contornos Don José Francisco Vergara y Echevers y su esposa Doña Mercedes Alvarez, cedieron los espacios necesarios para regularización de calles y establecimiento de plazas, de iglesia y edificios públicos, con sujeción al plano trazado por el primero y aprobado por la autoridad de Valparaíso en 29 de diciembre de 1874. Su temperamento es muy benigno y genial, lo que le atrae en verano mucha gente.

### SigloXX
El geógrafo Luis Risopatrón lo describe a Viña del Mar en su libro Diccionario Jeográfico de Chile en el año 1924:: 935 

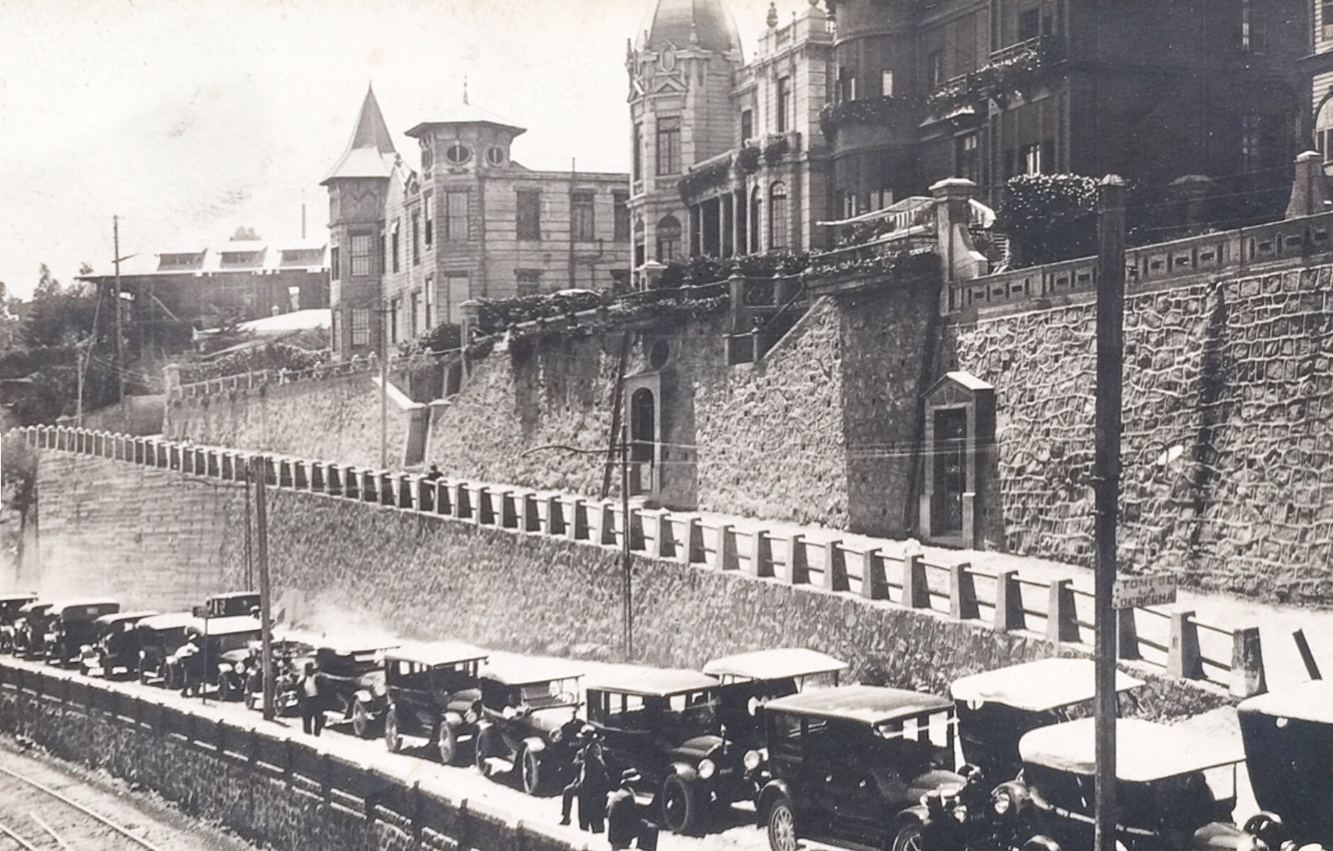
Sector Recreo en 1918

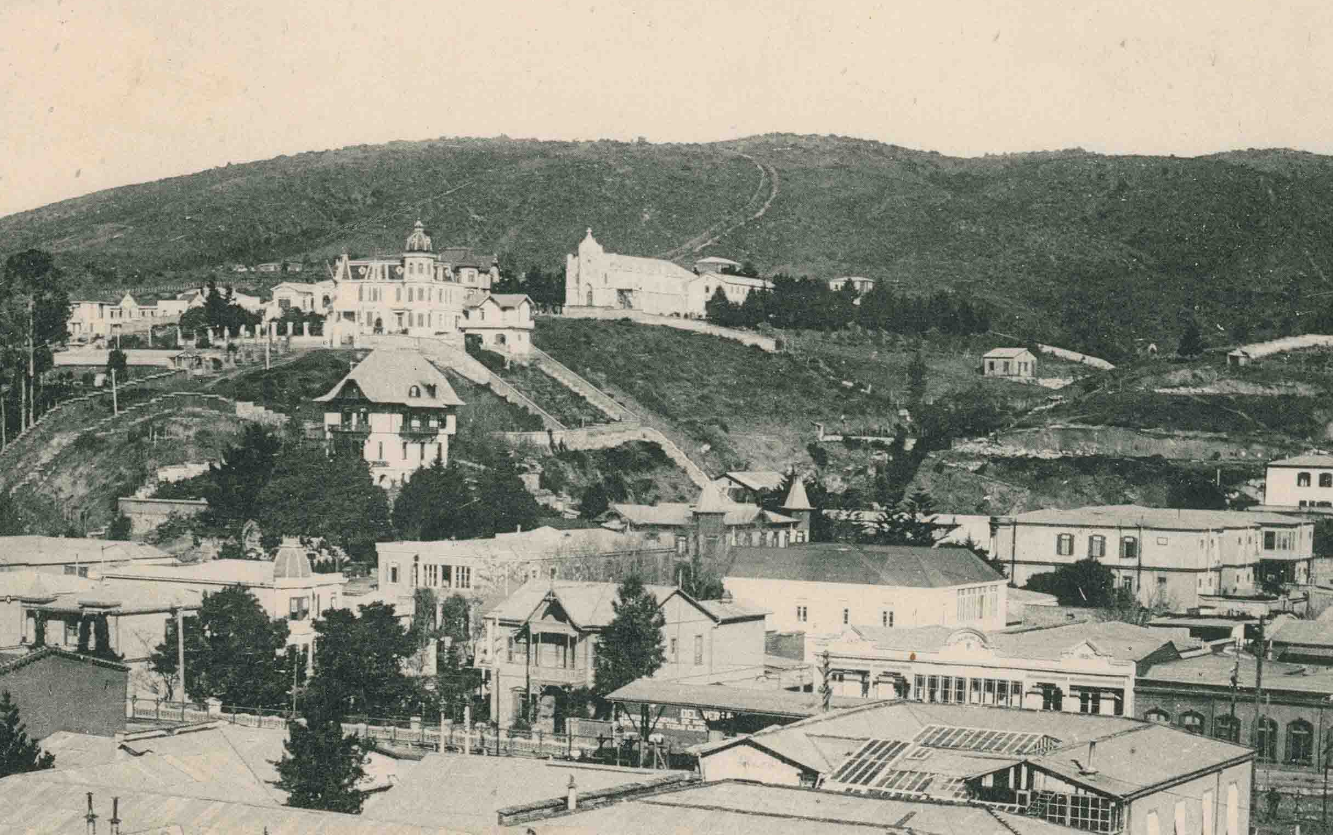
Miramar de Viña del Mar en 1920

Viña del Mar (Ciudad). 33° 02' 71° 35'. Se estiende en las márjenes del curso inferior del estero del mismo nombre i ocupa 1,5 km2 de superficie al S de él i 1 km2 al N; esta última parte recibe el nombre de población Vergara, Presenta elegantes i cómodas casas, con jardines i huertos, algunos establecimientos industriales, como el de refinación de azúcar etc i espaciosos hoteles, que se llenan de jente en el verano, atraída por su temperamento benigno i se encuentra a 7de altitud i a 7 kilómetros de la estación de El Barón, de la ciudad de Valparaíso, con la que está unida ademas por un buen camino, que se ha construido a la orilla del mar; trae su nombre de la viña plantada en la orilla N del estero, poco antes de 1586, año en que ya se hace mención de ella, la que dio su denominación a la hacienda que comprendía estos parajes i que fué atravesada por el ferrocarril, que comenzó a construirse en 1855. Su propietario, el señor José Francisco Vergara, cedió poco después los espacios necesarios para la regularización de calles i establecimiento de plazas etc, en conformidad al plano aprobado por la autoridad de Valparaíso, el 29 de diciembre de 1874. Se ha anotado un aumento anual de la población en el período de 1895-1907 de 7,81%, con una proporción de alfabetos en esta última fecha de 53,2%.

## Geografía

### Localización
Viña del Mar se ubica en el litoral central de Chile continental en las coordenadas 33°02’ latitud sur y 71°32’ longitud oeste. Su territorio comunal abarca una superficie de 122 km², y su zona urbana se encuentra conurbada con el Gran Valparaíso, al tener continuidad con Concón por el norte, con Quilpué por el oriente y con Valparaíso por el sur.

### Geomorfología
Viña del Mar se encuentra en una zona caracterizada por formas topográficas que indican una costa de regresión. Dentro de sus límites administrativos se distinguen tres unidades geológicas diferentes: la planicie costera, los niveles aterrazados y los cerros de la cordillera de la Costa hacia el este.
La planicie costera está establecida al final del valle del estero Marga Marga, y corresponde a una terraza conformada por sedimentos marino-fluviales en las cuales se asienta el denominado plan de la ciudad, con alturas medias de entre 6 y 9 m s. n. m. Esta zona se encuentra delimitada por cerros de diversas altitudes que se corresponden con la terrazas litorales.
Hacia el norte y sur de la planicie costera se ubican terrazas litorales o de abrasión marina, sobre los cuales también se extiende la ciudad. Presentan una superficie levemente plana con un relieve de lomas suavemente onduladas, disectadas por profundas quebradas y zonas de erosión. Los niveles aterrazados a ambos lados del Marga Marga presentan diferentes alturas. Al noreste del curso de agua predomina una terraza de gran extensión ubicada entre los 200 y 250 m s. n. m., mientras que al lado sur la altitudes pueden llegar a los 400 m s. n. m.

### Clima

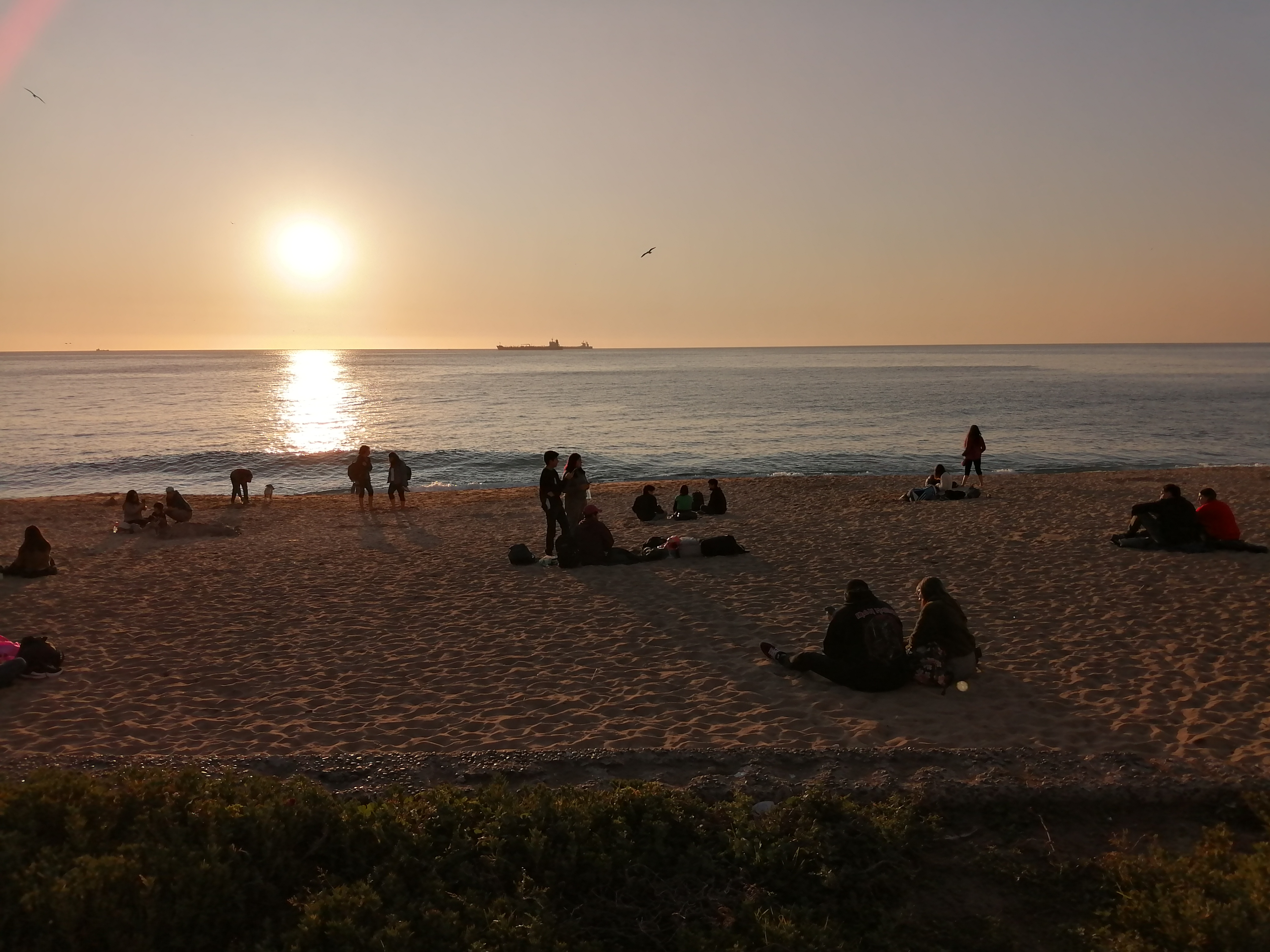
Puesta del sol en Viña del Mar.

Presenta según la clasificación climática de Köppen clima mediterráneo de lluvia invernal (Csb) y clima mediterráneo de lluvia invernal e influencia costera (Csb (i)),  propio del litoral de la Región de Valparaíso. Es un clima templado que presenta una estación seca prolongada, temperatura moderada, sin nieve ni heladas. Las precipitaciones alcanzan un promedio de 400 mm anuales y se concentran en los meses de invierno. Tanto la temperatura, que alcanza un promedio anual de 14 °C, como la humedad están bajo el dominio marítimo. La neblina y nubosidad penetran hasta la vertiente occidental de la cordillera de la Costa.

### Hidrografía

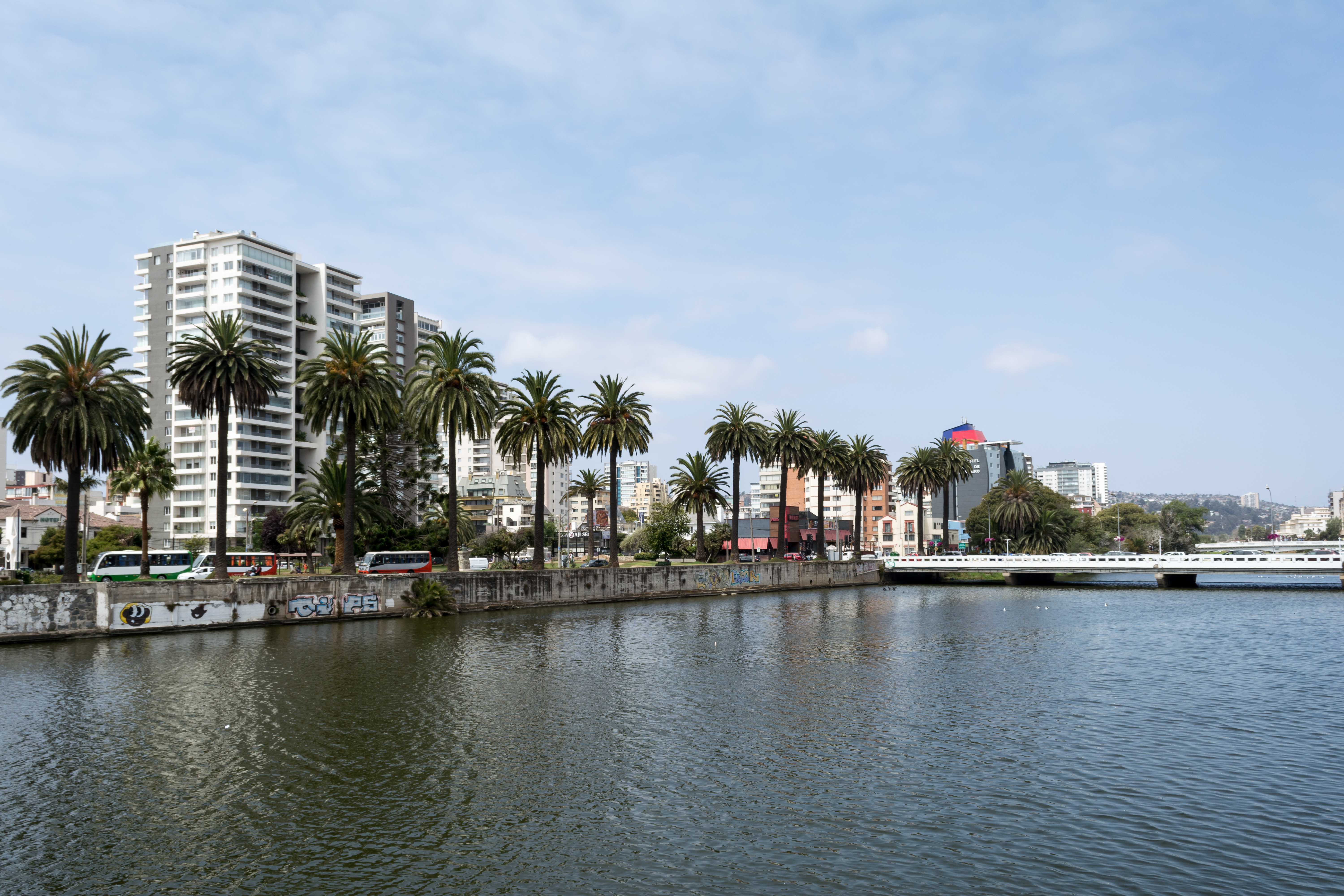
El estero Marga Marga a su paso por Viña del Mar.

En la Región de Valparaíso, desde la cordillera de la Costa, nacen una serie de pequeños cursos de agua que se conocen de forma local como esteros, que cruzan las planicies litorales para desembocar en el Pacífico. Este es el caso de los esteros Reñaca y Marga Marga, que cruzan el territorio comunal de Viña del Mar.
La principal cuenca hidrográfica es la formada por el estero Marga Marga, curso de agua que se origina en el sector de Colliguay, para luego atravesar Viña del Mar y desembocar en la bahía de Valparaíso. En el sector norte del territorio comunal se ubica la cuenca del estero Reñaca, que nace en la unión de una serie de quebradas intermitentes en el límite oriente de la comuna y desemboca en el sector sur del balneario del mismo nombre.

## Medio ambiente

### Componentes bióticos

Trazado simplificado de los ecosistemas y cuerpos de agua presentes en la comuna de Viña del Mar.

Dentro del territorio de la comuna se pueden hallar los siguientes ecosistemas:
- Bosque esclerófilo mediterráneo costero donde predominan Cryptocarya alba y Peumus boldus (Vulnerable)
- Bosque esclerófilo mediterráneo costero donde predominan Lithrea caustica y Cryptocarya alba (Casi amenazado)
- Matorral arborescente esclerófilo mediterráneo costero donde predominan Peumus boldus y Schinus latifolius (Preocupación menor)

### Flora y fauna

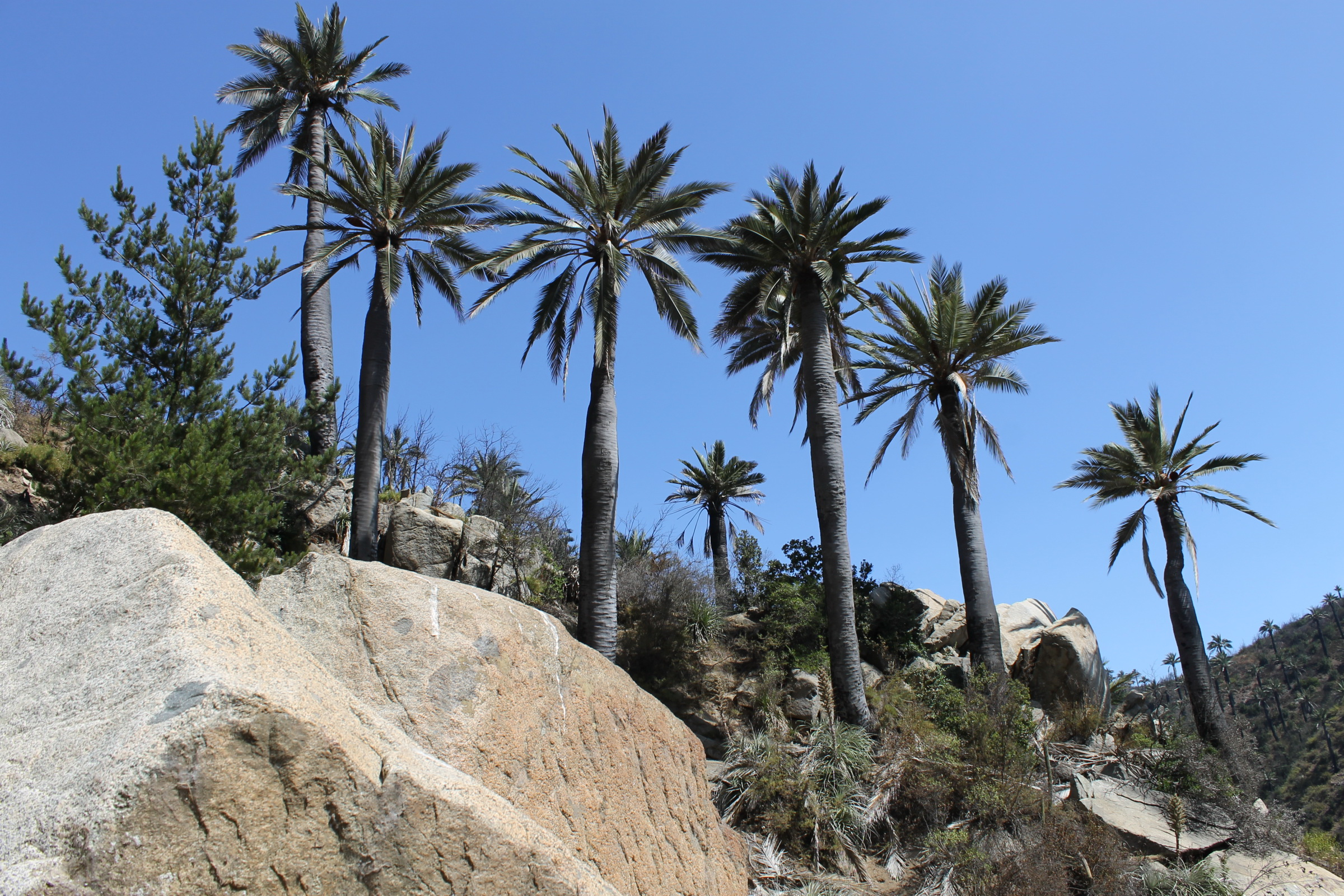
Ejemplares de palma chilena (Jubaea chilensis) en el palmar El Salto.

Viña del Mar se encuentra en una zona de vegetación de tipo esclerófilo costero, que se caracteriza por contar con un alto nivel de endemismo, ubicándose en el centro del hotspot de biodeversidad chileno. Los espacios naturales han sido intervenidos por la plantación de especies introducidas, incendios forestales reiterados y la ocupación urbana del territorio, lo que dejó comunidades vegetales segregadas con distintos grados de alteraciones antrópicas. En este contexto, la vegetación natural de matorrales esclerófilos abiertos, de quila (Chusquea cumingii) y de tebo (Retamilla trinervia), comparten espacio con matorrales de especies introducidas como lupino (Lupinus arboreus) y eucalipto (Eucalyptus globulus).
En el lado suroriente de la comuna se encuentra el palmar El Salto, sitio de la tercera población más grande de palma chilena (Jubaea chilensis) con más de 6000 ejemplares adultos, y declarado en 1998 como santuario de la naturaleza. Estudios realizados en el santuario revelan la presencia de más de 230 especies de plantas vasculares, lo que da cuenta de una alta diversidad en un área reducida. Muchas de estas especies son endémicas de la zona central de Chile, dentro de las que destacan, aparte de la palma chilena, la jarilla (Adesmia balsamica), el coironcillo (Nassella chilensis) y el peumo (Cryptocarya alba).

### Medidas de protección ambiental y conflictos socioambientales
Hasta 2022, la comuna de Viña del Mar cuenta con las siguientes zonas que poseen algún nivel de protección ambiental:
- Bosque Rol 196 (Iniciativa de Conservación Privada)[51]
- Campos dunares (Sitios ERB)[52]
- La Campana - Peñuelas (Reserva Biósfera)[53]
- Palmar Las Siete Hermanas - El Salto (Sitios ERB)[54]
- Quebrada Quiteño Las Palmas (Sitios ERB)[55]
- Santuario de la Naturaleza Campo dunar de la punta de Concón (Santuario de la Naturaleza)[56]
- Santuario de la Naturaleza Palmar El Salto (Santuario de la Naturaleza)[57]

## Demografía
Viña del Mar es la comuna más poblada de la región de Valparaíso, con 334 248 habitantes (158 669 hombres y 175 579 mujeres).

### Distribución de la población

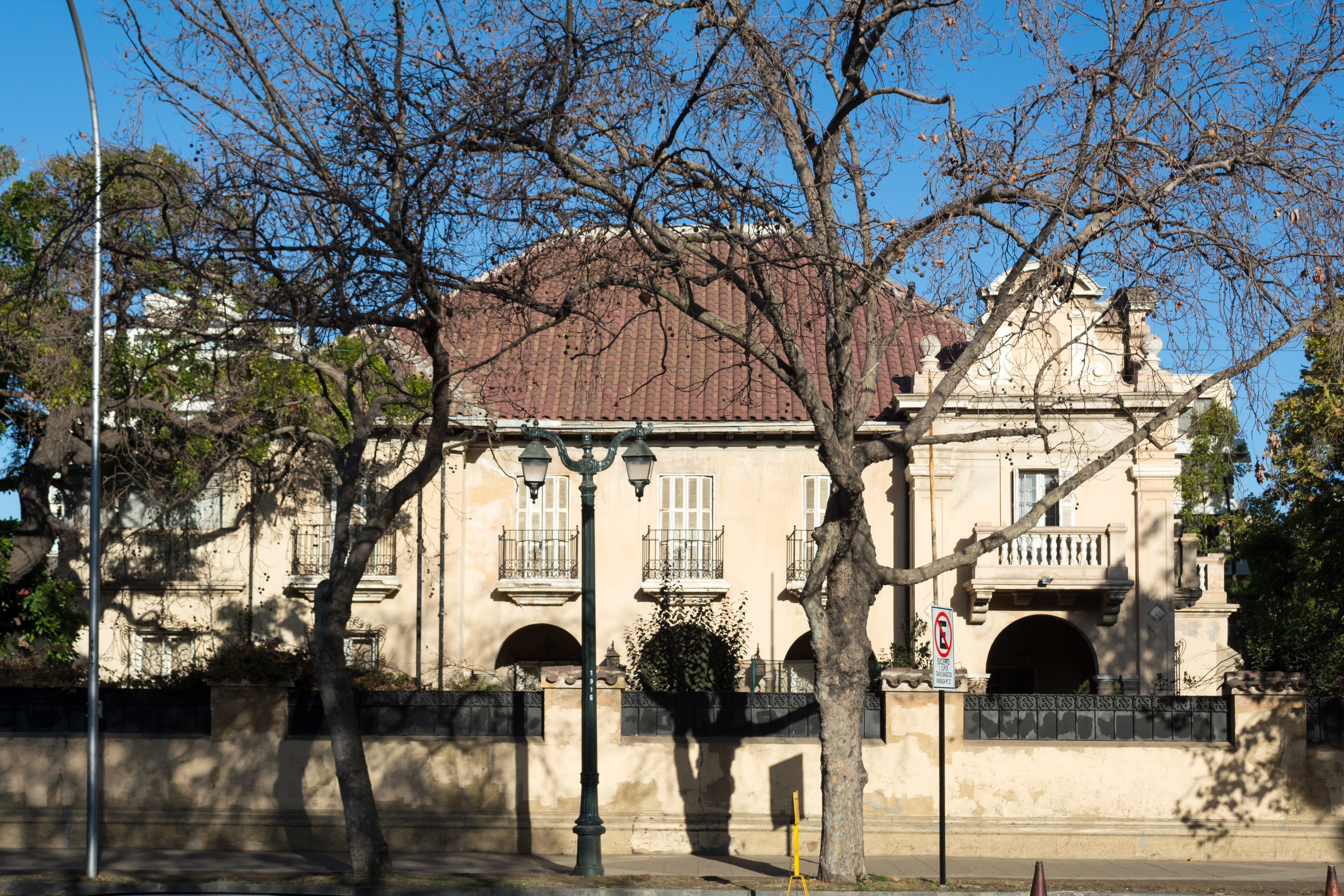
Casa Losada, edificación antigua localizada en el plan de la ciudad de Viña del Mar.

La conformación territorial de la zona urbana de Viña del Mar se caracteriza por la presencia de una zona denominada plan, que corresponde a la planicie costera del estero Marga Marga, en donde se localiza el sector más antiguo de la ciudad, y donde se encuentran la gran mayoría de los servicios y actividades comerciales, además de un sector residencial para los sectores de mayores recursos. La zona residencial en donde vive más del 80% de la población está localizada en los territorios ubicados en los cerros aledaños al plan, que acogen a estratos sociales medios y medios-bajos, con la excepción de los barrios de Recreo y Reñaca, donde predominan los grupos socioeconómicos medios y altos.

## Administración

### Municipalidad

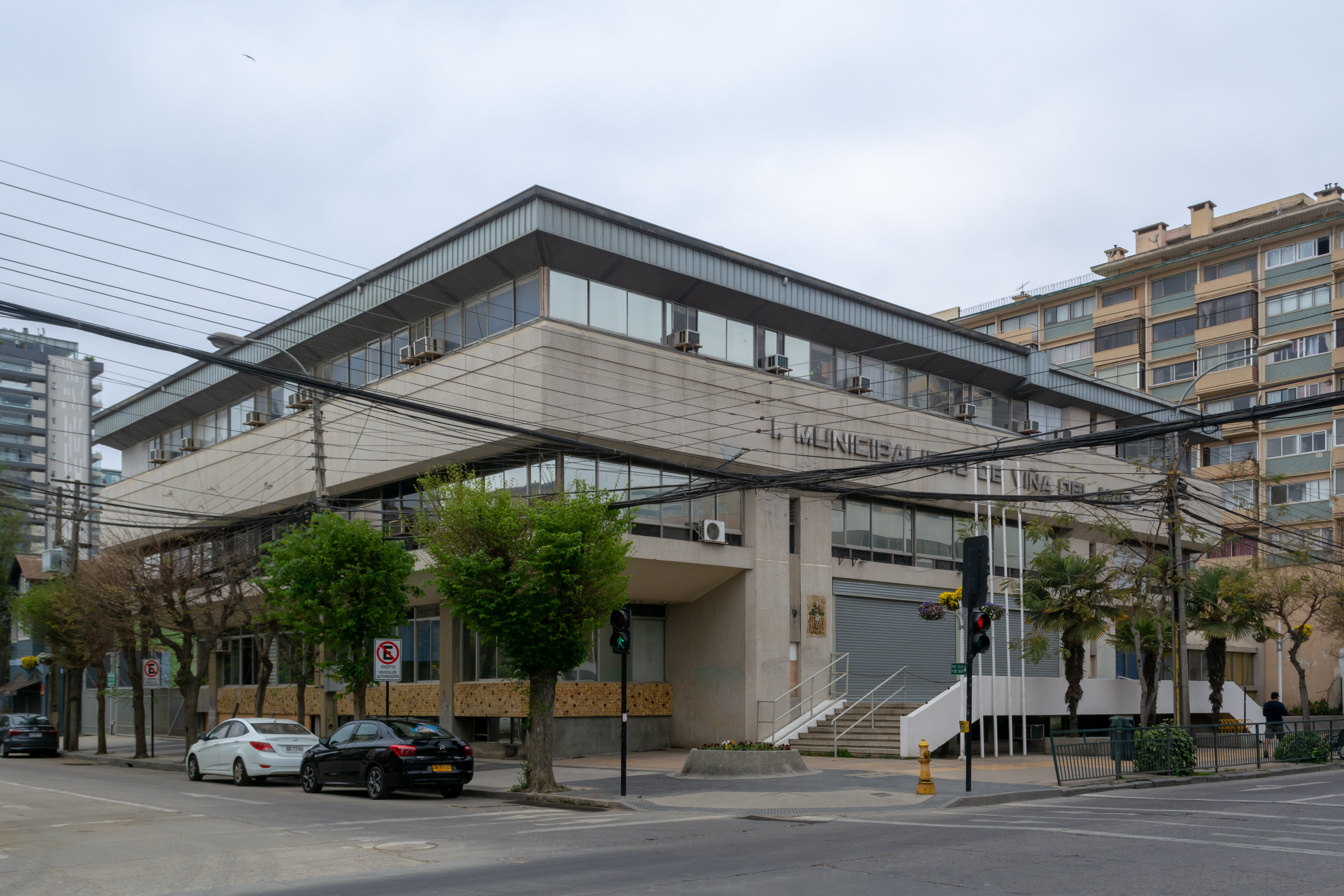
Edificio consistorial de la Ilustre Municipalidad de Viña del Mar.

La administración local de la comuna reside en la municipalidad, corporación autónoma de derecho público, con personalidad jurídica y patrimonio propio, constituida por un alcalde y un concejo municipal, que son elegidos cada cuatro años mediante sufragio universal. Según lo dispuesto en la Ley Orgánica Constitucional de Municipalidades, que establece el número de concejales elegibles en función del número de electores de la comuna, el concejo municipal de Viña del Mar está formado por 10 concejales.
La Ilustre Municipalidad de Viña del Mar es dirigida desde 2021 por la alcaldesa Macarena Ripamonti (FA). En tanto, para el período 2024-2028 el Concejo Municipal, cuya función es fiscalizadora, normativa y resolutiva, está conformado por:
- Antonella Pecchenino Lobos (REP)
- Andrés Solar Miranda (REP)
- Francisco Mejías Díaz (REP)
- José Tomás Bartolucci Schiappacasse (Ind./UDI)
- Antonia Scarella Chamy (Ind./UDI)
- Carlos Williams Arriola (Ind./RN)
- Nancy Díaz Soto (FA)
- Alejandro Aguilera Moya (FA)
- Nicolás López Pimentel (PCCh)
- Sandro Puebla Veas (Ind./PS)

### Representación parlamentaria
A nivel parlamentario, Viña del Mar pertenece al Distrito Electoral n.º 7 y a la VI Circunscripción Senatorial (Región de Valparaíso). Es representada en la Cámara de Diputados y Diputadas del Congreso Nacional por los diputados Tomás Lagomarsino (Ind-PR), Tomás De Rementería Venegas (Ind-PS), Camila Rojas (FA), Jorge Brito (FA), Luis Cuello (PCCh), Andrés Celis (RN), Hotuiti Teao (ind-EVOP) y Luis Sánchez (REP) en el periodo 2022-2026. a su vez que es representada en el Senado de Chile por los senadores Francisco Chahuán (RN), Kenneth Pugh (RN), Ricardo Lagos Weber (PPD), Isabel Allende (PS) y Juan Ignacio Latorre (FA).

## Relaciones internacionales
La ciudad de Viña del Mar es sede de una serie de instituciones de relaciones internacionales, tales como el Departamento de Migraciones y Policía Internacional de la Policía de Investigaciones, la Oficina de Relaciones Internacionales y la Oficina de Migrantes de la Municipalidad de Viña del Mar. 
En lo relativo a internacionalización en educación superior, los principales actores dentro de Viña del Mar son la Dirección de Relaciones Internacionales de la Universidad Viña del Mar, el Instituto Confucio de la Universidad Santo Tomás, y la Coordinación de Relaciones Internacionales de la sede Viña del Mar de la Universidad Andrés Bello. 

### Consulados
| - Alemania (Consulado Honorario) - España (Consulado) - Grecia (Consulado Honorario) - Líbano (Consulado Honorario) - Indonesia (Consulado Honorario) | - Marruecos (Consulado Honorario) - Mónaco (Consulado Honorario) - Países Bajos (Consulado Honorario) - Paraguay (Consulado Honorario) - Siria (Consulado Honorario) |

## Servicios

### Seguridad y orden público
Dentro de la comuna la Armada de Chile tiene a la Academia de Guerra Naval, la Academia Politécnica Naval, la Escuela de Sanidad Naval, el Hospital Naval Almirante Nef y el Museo de Cañones Navales.

## Cultura

### Actividades culturales

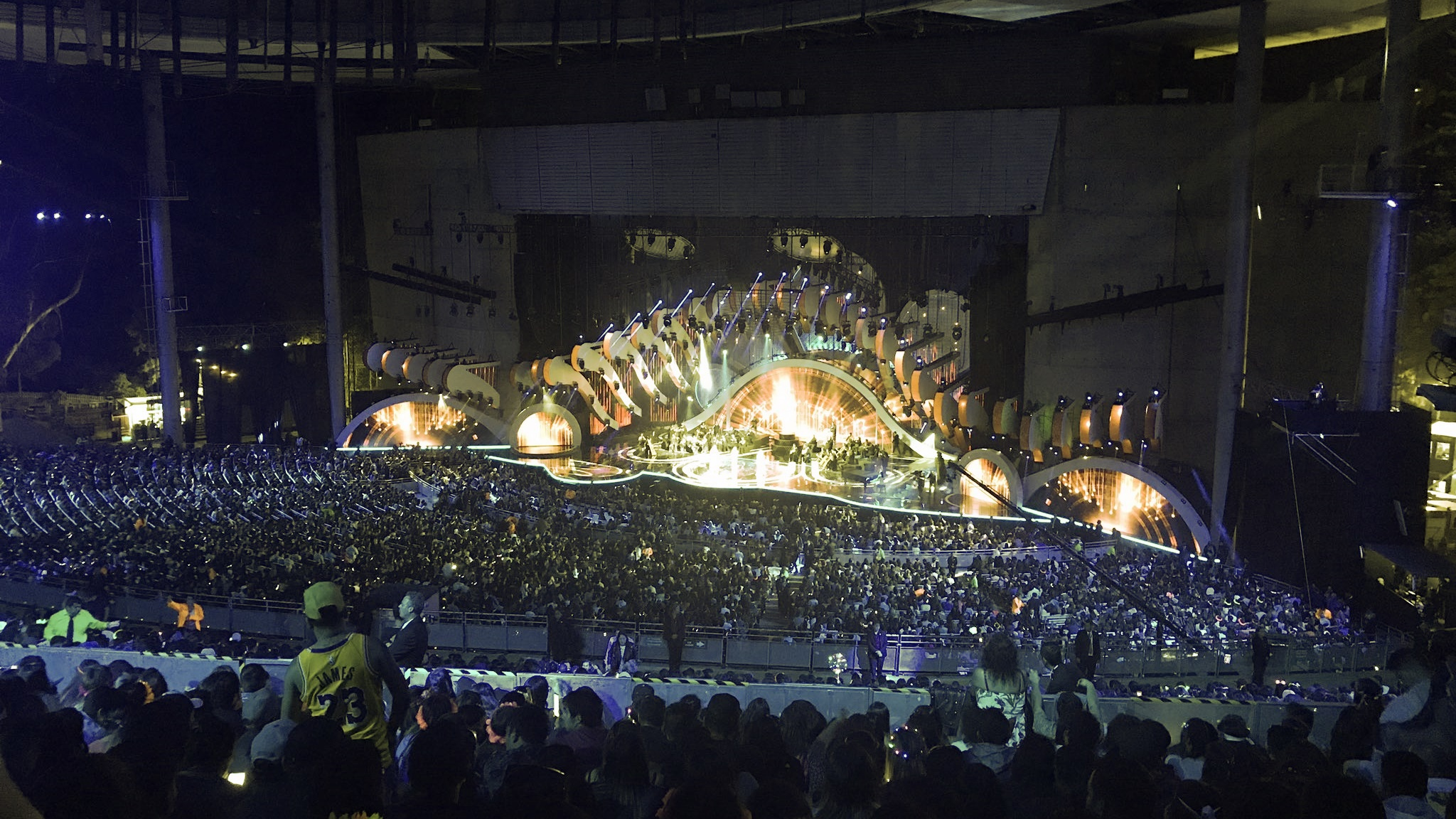
El anfiteatro de la Quinta Vergara durante el Festival de Viña del Mar 2019.

El evento cultural por excelencia de Viña del Mar es su Festival de la Canción, que fuera creado en 1959 y que se ha celebrado hasta 2020 en el Anfiteatro de la Quinta Vergara y que retornó en 2023 después de 2 años de suspensión por la Pandemia del Covid-19, que fuera construido en 1964 y refaccionado en 2000. El evento se convirtió en la máxima expresión de la proyección nacional e internacional de la ciudad, sobre todo gracias a su intensa exposición a través de la televisión.
Otro gran evento cultural es el Festival de Cine de Viña del Mar, celebrado desde 1962.
Fuera de estos hitos, debido a su perfil turístico y cercanía al centro universitario de Valparaíso, la ciudad es sede frecuente de actividades artísticas, seminarios y otras actividades del quehacer cultural regional y nacional.
Además, el Teatro Municipal de Viña del Mar ha servido para múltiples actividades artísticas y programas de televisión.

### Religión
Según el censo de 2002 el 73,88% de los viñamarinos mayores de 15 años declaró ser católico.

### Vida nocturna
Viña del Mar cuenta con una amplia variedad de locales nocturnos y discotecas para divertirse en las noches, los principales lugares en donde estos se ubican son:
- Avenida Valparaíso (Viña del Mar): es la principal arteria comercial de Viña del Mar, ubicada en pleno centro de la ciudad. Cuenta con diversos bares, discotecas y restaurantes.
- Reñaca: en esta localidad se encuentran los llamados «Sunset», en donde se realizan fiestas electrónicas en bares durante el atardecer. Además, en Reñaca se encuentran múltiples discotecas, bares y restaurantes.
- Avenida San Martín: es una de las principales arterias de la ciudad, destaca principalmente por su variado perfil gastronómico y bares.

## Lugares de interés
Viña del Mar es considerada la "Capital turística de Chile", es también la ciudad más visitada del litoral central del Mar Chileno, año a año atrae a cientos de miles de turistas cada verano tanto locales como de extranjeros, se estima que entre 1 y 2 millones de turistas llegan cada temporada veraniega a la ciudad y sus alrededores, principalmente vienen a recorrer sus playas, pero también a disfrutar de su variada oferta gastronómica, eventos culturales, eventos deportivos, turismo ecológico y vida nocturna, aunque también se puede conocer el patrimonio histórico de la ciudad, ya que fue también un importante balneario a comienzos del siglo XX, un ejemplo de ello es el Casino Municipal de Viña del Mar que es un importante centro recreativo y patrimonial de la ciudad.

### Playas de Viña del Mar

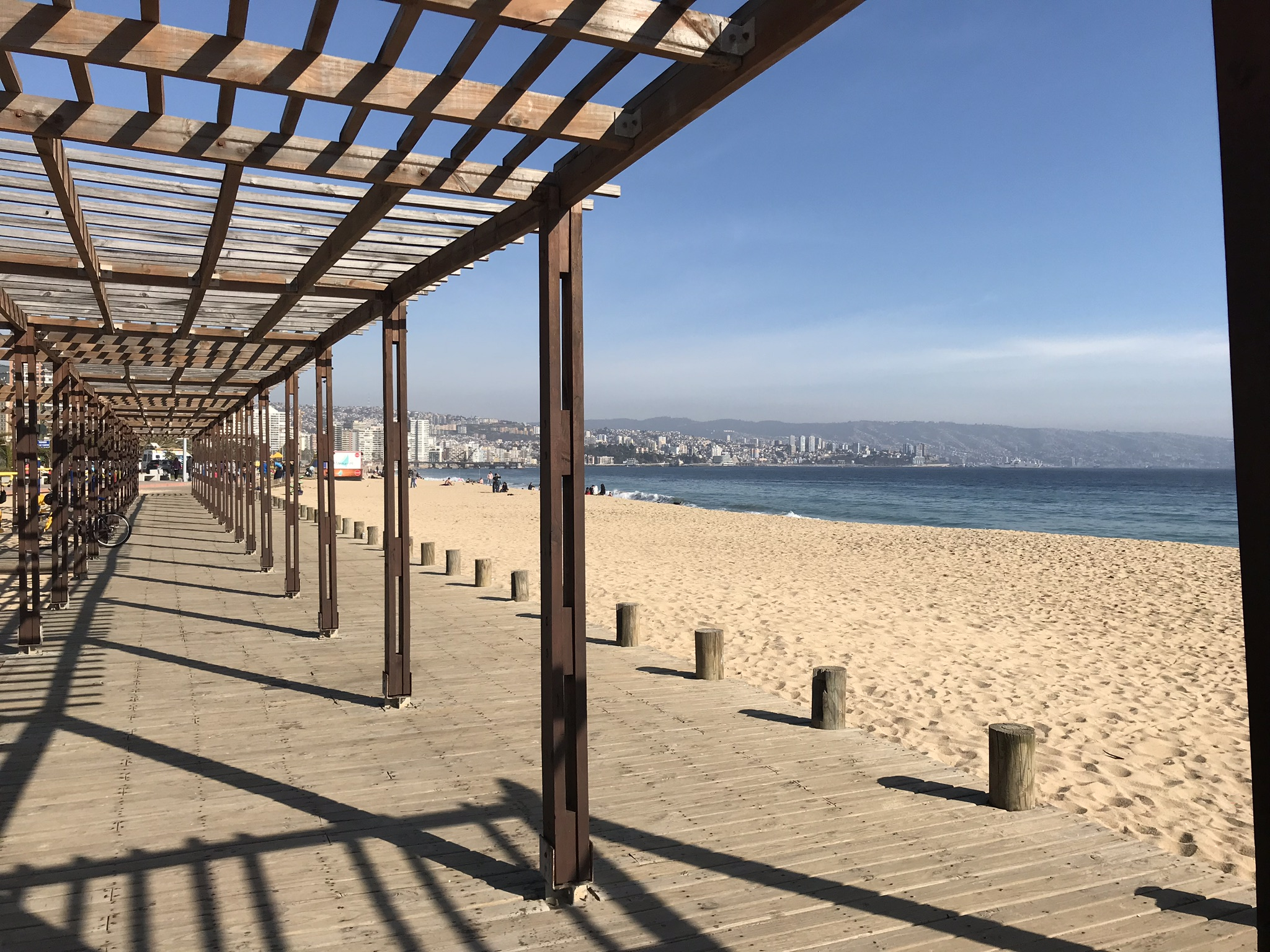
Playa de Viña del Mar.

Viña del Mar cuenta con aproximadamente 15 kilómetros de playas, las más concurridas son las playas ubicadas en el sector norte y centro de la ciudad, las playas más concurridas son la Playa Acapulco, Playa Caleta Abarca y las playas de Reñaca y en ellas se ubican hoteles 5 estrellas, variados restaurantes, actividades deportivas y paseos marítimos que recorren el todo el borde costero.

### Casino Municipal de Viña del Mar
El Casino Municipal de Viña del Mar o también conocido como Enjoy Viña del Mar, es el edificio más emblemático de la ciudad, fue inaugurado el 31 de diciembre de 1930 por el presidente Carlos Ibáñez del Campo con el propósito de potenciar la actividad recreativa en la ciudad, además de impulsar la construcción de diferentes obras para embellecer a Viña del Mar debido al crecimiento exponencial del turismo que desde esos años comenzó a gestarse. A día de hoy el casino sigue siendo un atractivo turístico importante de la comuna, también es sede de la llamada "Gala del Festival de Viña del Mar". A comienzos del año 2000 se construyó en su parte trasera el Hotel del Mar, aumentando así la oferta hotelera en la región.

### Quinta Vergara

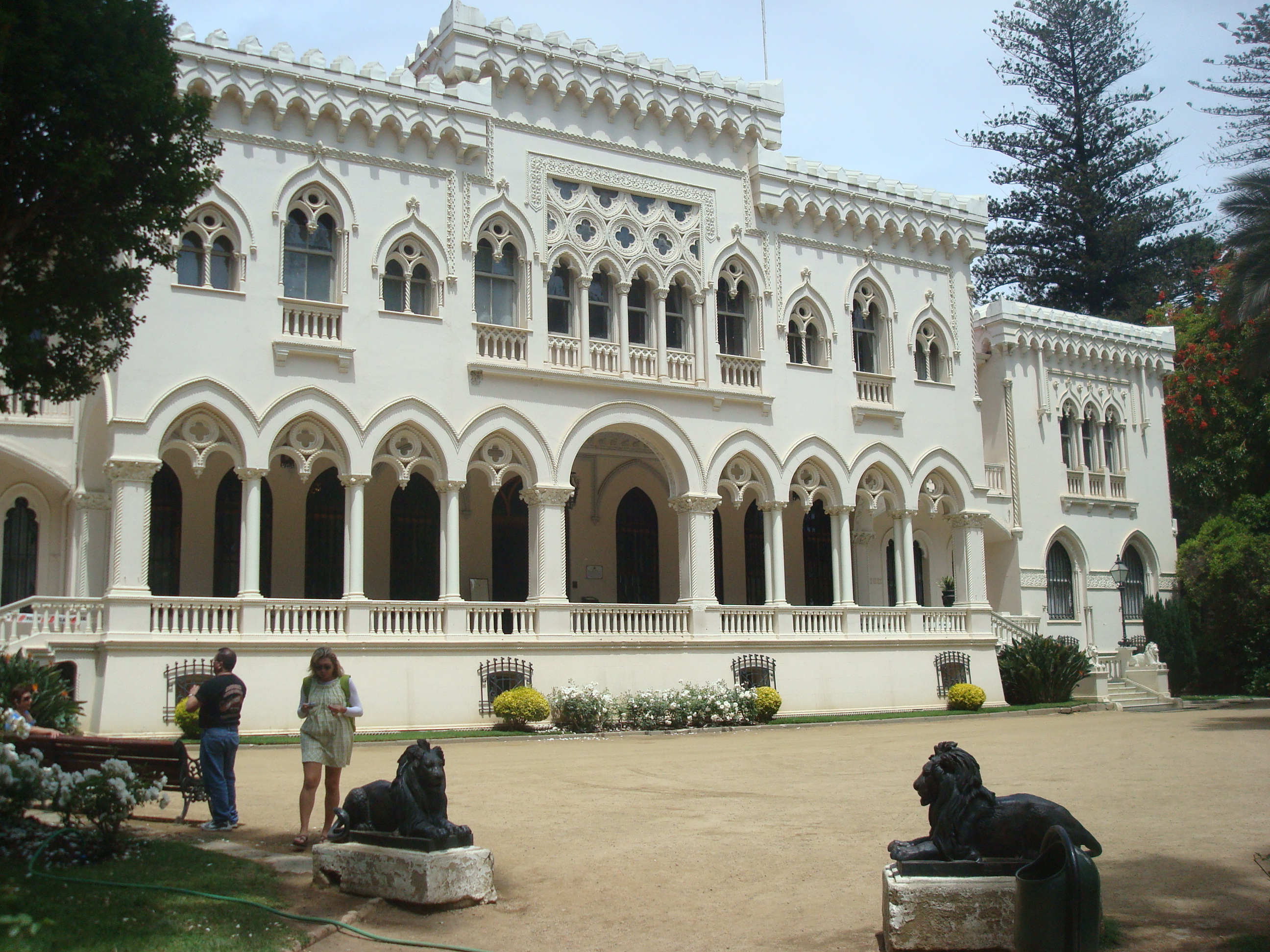
Palacio Vergara.

La Quinta Vergara es el parque más conocido y visitado de Viña del Mar, fue el lugar donde se hallaba la casa del fundador de Viña del Mar, don José Francisco Vergara. En 1910 se construyó en el lugar el Palacio Vergara para reemplazar la antigua mansión familiar destruida en el terremoto de 1910, el palacio Vergara es un edificio de estilo neo gótico veneciano, inspirado en el famoso Ca' d'Oro de Venecia y cuenta con salones adornados con muebles comprados directamente desde Europa, actualmente el palacio un Museo de Bellas Artes. El Parque Quinta Vergara también alberga plantas exóticas traídas de distintas partes del mundo, especialmente de Asia, Australia y California, además en el lugar se ubica el Anfiteatro de la Quinta Vergara, que es el recinto donde se realiza todos los años el Festival Internacional de la Canción de Viña del Mar.

### Palacio Rioja
El Palacio Rioja es una importante mansión patrimonial de Viña del Mar que además cuenta con un parque a su alrededor, fue construido en entre 1907 y 1910 para el empresario español Fernando Rioja Medel quien decidió trasladar su residencia desde Valparaíso a Viña del Mar después del terremoto de 1906. Su estilo es el neoclásico francés, en su interior se encuentran salones y muebles son de estilo imperio, además se encuentras obras y objetos pertenecientes a la aristocracia chilena de comienzos del siglo XX, la mayoría traídos directamente desde Europa. Desde 1979 el Palacio Rioja es sede del Museo de Arte Decorativo de Viña del Mar y la entrada es gratuita.

### Palacio Carrasco
Es una imponente mansión patrimonial ubicada la Avenida Libertad de Viña del Mar, fue construido entre los años 1912 y 1923 para ser la residencia del empresario salitrero Emilio Carrasco. En 1930 el alcalde de la ciudad Manuel Ossa compró el edificio a nombre de la Municipalidad para que se convirtiera en el palacio consistorial de la comuna, función que duraría hasta el año 1971, cuando la municipalidad cambió su sede consistorial. Desde 1977 es sede del Centro Cultural de Viña del Mar, la biblioteca municipal y el Archivo Histórico Comunal. En el frontis del palacio se ubica desde 1962 la escultura La Defensa, obra original de Auguste Rodin en 1878.

### Palacio Presidencial de Cerro Castillo

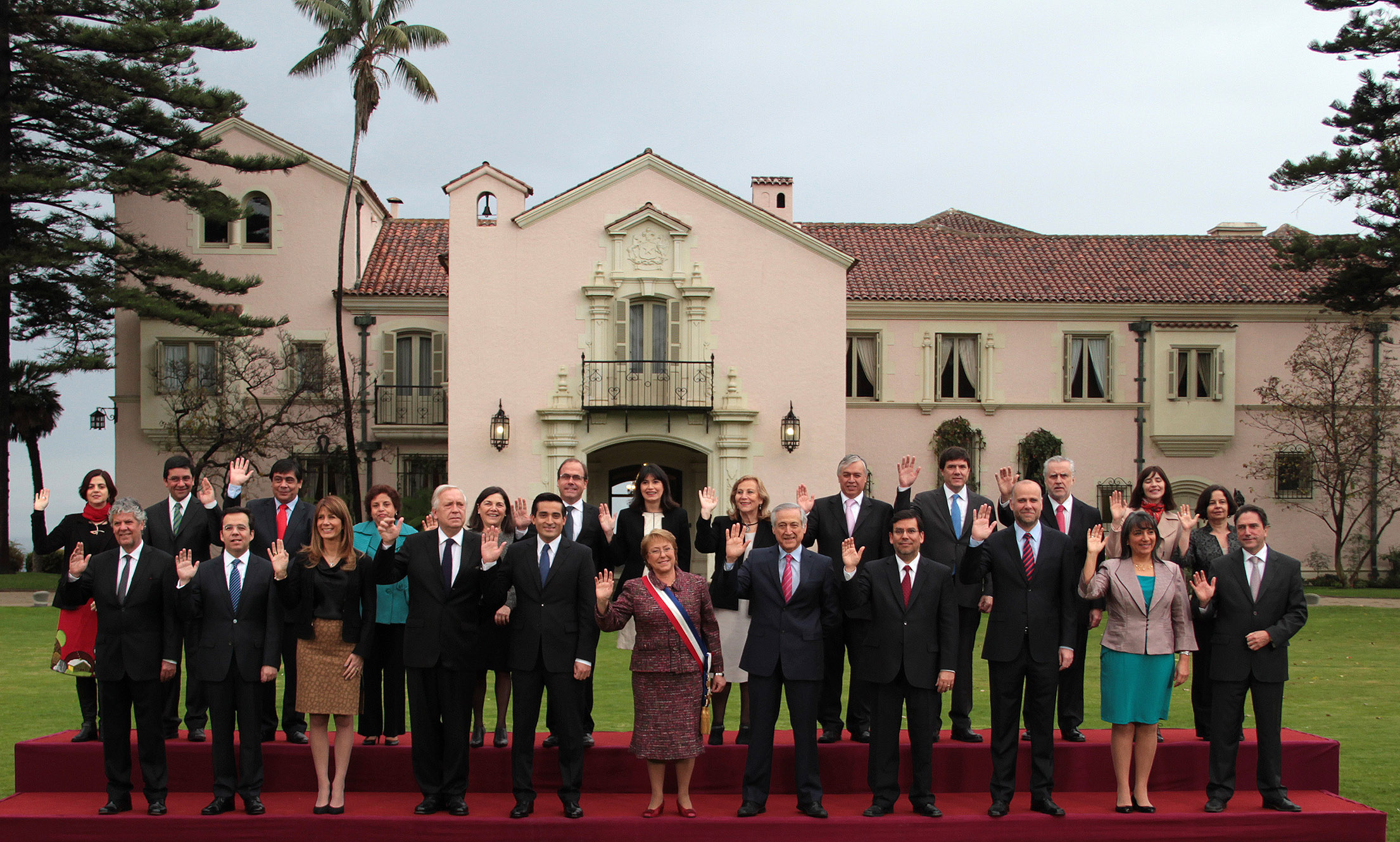
Palacio de Cerro Castillo durante un acto oficial de la presidencia

Es un edificio ubicado en la cima del Cerro Castillo de Viña del Mar, es la sede de descanso del Presidente de la República de Chile y sede alternativa al Palacio de la Moneda, también es el primer lugar al que se dirige un presidente al momento de ser investido en el cargo por el congreso. Fue construido en 1930 por el presidente Carlos Ibáñez del Campo, el edificio es de estilo neo-colonial, cuenta con extensos jardines y tiene vista al océano Pacífico y a la bahía de Valparaíso. El recinto abre al público durante el "Día del Patrimonio" en el mes de mayo.

### Castillo Wulff

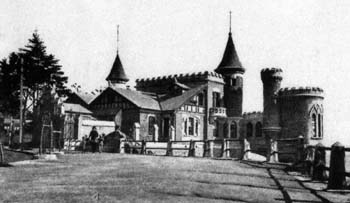
Aspecto del Castillo Wulff en 1930.

El Castillo Wulff se construyó en 1905, fue encargado por el empresario de origen alemán Gustavo Wulff, que llegó a Chile en 1881, el Castillo se ubica al borde del mar, es de corte franco-alemán y está inspirando en una antigua mansión de Liechtenstein, el edificio fue remodelado en 1910 por el arquitecto Alberto Cruz Montt y en 1920 se le instaló un torreón circular que conecta con un puente con el edificio principal.
En 1946 el edificio fue nuevamente remodelado pero esta vez con un estilo inglés, en 1995 fue declarado Monumento Nacional y desde el año 2005 es sede de la Unidad de Patrimonio de la Municipalidad de Viña del Mar.

### Avenida Valparaíso
La Avenida Valparaíso es una importante arteria de la ciudad de Viña del Mar, comienza en la intersección de la calle von Schroeders, a los pies del Cerro Castillo y termina en el Puente Cancha, cerca de la Plaza Vergara. Los orígenes de la calle se remontan a 1792 cuando el gobernador Ambrosio O´higgins ordenó adaptarla para el paso de carretas, con el paso de los años comenzaron a construirse viviendas y negocios a sus costados, a comienzos del siglo XIX era denominada "Calle del comercio", sin embargo con la fundación de Viña del Mar en 1874, la calle cambió de nombre al que lleva actualmente, ya que esa era la ruta que se utilizaba para llegar al puerto de Valparaíso. En 1912 se realizaron las primeras obras de pavimentación y ya a mediados del siglo XX se transformó en un polo gastronómico, de comercio y entretención.

### Castillo Brunet
El Castillo Brunet fue construido en 1923, se ubica en la cima del cerro Castillo y fue encargada por el empresario Rafael Brunet brown al arquitecto Alfredo Azancot para ser su residencia. Es una de las residencias emblema del movimiento del romanticismo de la época, ya que su figura evoca a un castillo medieval, por esa razón todas las piedras que se usaron para la construcción del castillo fueron traídas directamente desde Francia.
El castillo fue vendido posteriormente a la familia Yarur quien le agregó toques arabescos, ya que es una familia de origen palestino. En su interior destacan coloridos vitrales, muebles de la época y pasadizos secretos que conectan a las habitaciones. Desde 1974 el Castillo pertenece a Carabineros de Chile.

### Avenida Libertad
Es una importante avenida que cruza Viña del Mar de norte a sur, mide 1,6 kilómetros de largo, comienza en la Avenida Benidorm y termina en el Estero Marga Marga, desde 1874 que se le conoce con el nombre de Avenida Libertad, desde el año 1892 se comenzaron a lotear los terrenos para crear la Población Vergara, un importante sector en donde las familias de la aristocracia y también personas adineradas construían sus casas de veraneo o grandes mansiones, como es el caso del Palacio Carrasco. Hoy en día la Avenida Libertad alberga distintas tiendas, bares, restaurantes, edificios y es un importante paseo turístico de la ciudad.

### Castillo Ross
Fue construido en 1921 para el empresario y político chileno Gustavo Ross Santa María, fue encargado al arquitecto Alberto Cruz Montt y está inspirado en un Castillo europeo, debido a que en aquella época imperaba el estilo del romanticismo. En 1922 el castillo fue vendido esta vez al empresario textil Luis Guevara, quien vivió en el lugar hasta 1967, cuando fue adquirido para ser la sede del Club Unión Árabe, actualmente se puede visitar el castillo ya que hay un restaurante en su interior.

### Club de Viña del Mar
El Club de Viña del Mar es un club de caballeros ubicado en pleno centro de Viña del Mar, a un costado de la Plaza Sucre, fue fundado en 1901 por el empresario porteño Jorge Borrowman, si bien el edificio original se ubicaba en una casona de la calle Álvares, el edificio fue destruido después del terremoto de 1906, a raíz de este suceso se decidió levantar un nuevo edificio al arquitecto italiano Ettore Petri, inaugurando el nuevo edificio de la sede del club en 1910. En los años 30 el edificio fue ampliado y se le añadió una nueva pérgola. Desde el año 2000 es un monumento nacional.

### Parroquia de Viña del Mar
Es el principal templo católico de Viña del Mar que se ubica a un costado de la Plaza Eduardo Grove. En 1871 se levantó una pequeña capilla en el sector, sin embargo en 1882 se erigió la primera iglesia para los fieles de las ciudades de Viña del Mar y Concón, esta iglesia fue construida por el arquitecto italiano Eusebio Chelli para la Virgen de los Dolores, pero lamentablemente esta iglesia fue destruida en el Terremoto de 1906.
La nueva iglesia fue encargada al arquitecto chileno Emilio Jecquier, quien la completó en el año 1912 en el estilo neorrománico, en su interior aún se conserva la pila de bautizo de San Alberto Hurtado, santo católico chileno viñamarino.

### Iglesia de las Carmelitas
Es un importante templo católico patrimonial de la ciudad de Viña del Mar, es de estilo neogótico y se encuentra en la Avenida Libertad, cerca de la Población Vergara y del Palacio Carrasco.
El origen del templo se remonta a 1903 cuando el terreno fue adquirido por las Carmelitas para la construcción de una capilla y un convento, en 1906 la capilla fue destruida, sin embargo en 1926 se inauguró en el mismo lugar la iglesia definitiva que es la que perdura hasta nuestros días, en 1931 funcionó la Escuela Carmelita que funcionaba a un costado de la iglesia.

### Jardín Botánico de Viña del Mar
El Jardín Botánico de Viña del Mar es un jardín de 395 hectáreas ubicado a las afueras de la ciudad. Los orígenes del Jardín se remontan a 1918 cuando el empresario de origen croata Pascual Baburizza creó el Parque Salitre que posteriormente donaría al Estado Chileno. El jardín actual fue firmado en 1951 y ha sido un importante lugar de esparcimiento, encuentro con la naturaleza y de conservación de especies vegetales chilenas, en 1998 se crea la Fundación del Jardín Botánico Nacional, que se encarga de la administración del parque, fijas tarifas y realizar actividades.

### Teatro Municipal de Viña del Mar
El Teatro Municipal de Viña del Mar es un importante recinto patrimonial de la ciudad, fue construido entre 1925 y 1930 luego que Mercedes Alvares, esposa de José Francisco Vergara (fundador de la ciudad), donara los terrenos para la construcción de un teatro a la ciudad. El teatro se ubica frente a la Plaza Vergara y fue realizado por los arquitectos Renato Schiavon y Aquiles Landoff, fue inaugurado el 11 de octubre de 1930 por el presidente Carlos Ibáñez del Campo.
En el año 2009 fue declarado Monumento Nacional de Chile.

### Reloj de Flores de Viña del Mar
Es un reloj jardinizado y es uno de los símbolos más reconocidos de la ciudad, además de ser un importante punto turístico, se ubica a los pies del Cerro Castillo, frente a la Playa Caleta Abarca, el reloj fue construido en 1962 para embellecer a Viña del Mar al ser una de las sedes de la Copa Mundial de Fútbol de 1962, el mecanismo original del reloj fue construido en la fábrica Favag de la ciudad suiza de Neuchâtel. Años después una empresa relojera mexicana cambia el mecanismo original por uno musical siéndolo por primera vez con sonidos horarios y melodías que cambian a lo largo del año. En mayo del 2017, un árbol de gran tamaño se desprendió de sus raíces y cayó sobre el icónico reloj causando graves daño que obligaron a su reconstrucción y el reemplazo del motor y las manecillas y posteriormente fue reinaugurado en junio del mismo año una vez reparado.

### Muelle Vergara
El Muelle Vergara es una antigua estructura de hierro de la ciudad de Viña del Mar, fue construido entre 1894 y 1895 en un comienzo como muelle de carga de mercaderías, sin embargo en 1932 fue expropiado por el fisco hasta que en 1983 pasó a convertirse en un paseo turístico con diversos restaurantes, transformándose en uno de los lugares más visitados de la ciudad. En el año 2000 la municipalidad de Viña del Mar lo declaró como edificio histórico, sin embargo durante años estuvo abandonado e incluso en 2009 hubo un incendio, también sufrió importantes daños estructurales tras el terremoto de Chile de 2010, sin embargo, en el año 2016 el muelle fue reinaugurado y reconvertido en un paseo turístico.

### Museo Fonck
Es un importante museo de arqueología de Viña del Mar, fue creado en 1937 y lleva el nombre del explorador alemán radicado en Chile Francisco Fonck, desde 1985 se encuentra en la parte trasera del Palacio Carrasco, actualmente el museo cuenta con piezas arqueológicas de distintos pueblos indígenas de Chile, además cuenta con una de las colecciones de arte Rapa Nui más completas de Chile e incluso en los jardines del museo se encuentra un Moái traída directamente desde Rapa Nui.

### Reñaca

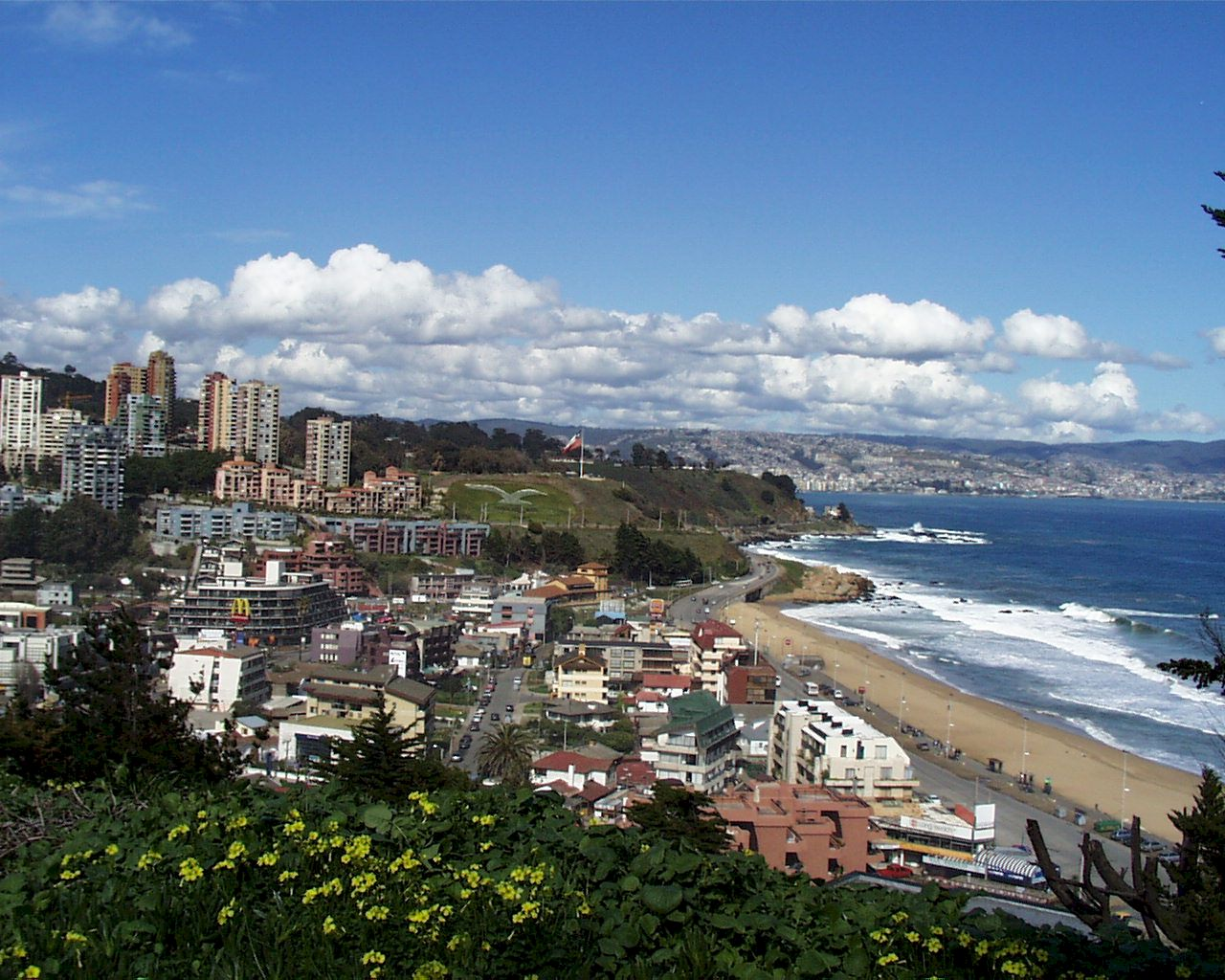
Vista panorámica de Reñaca.

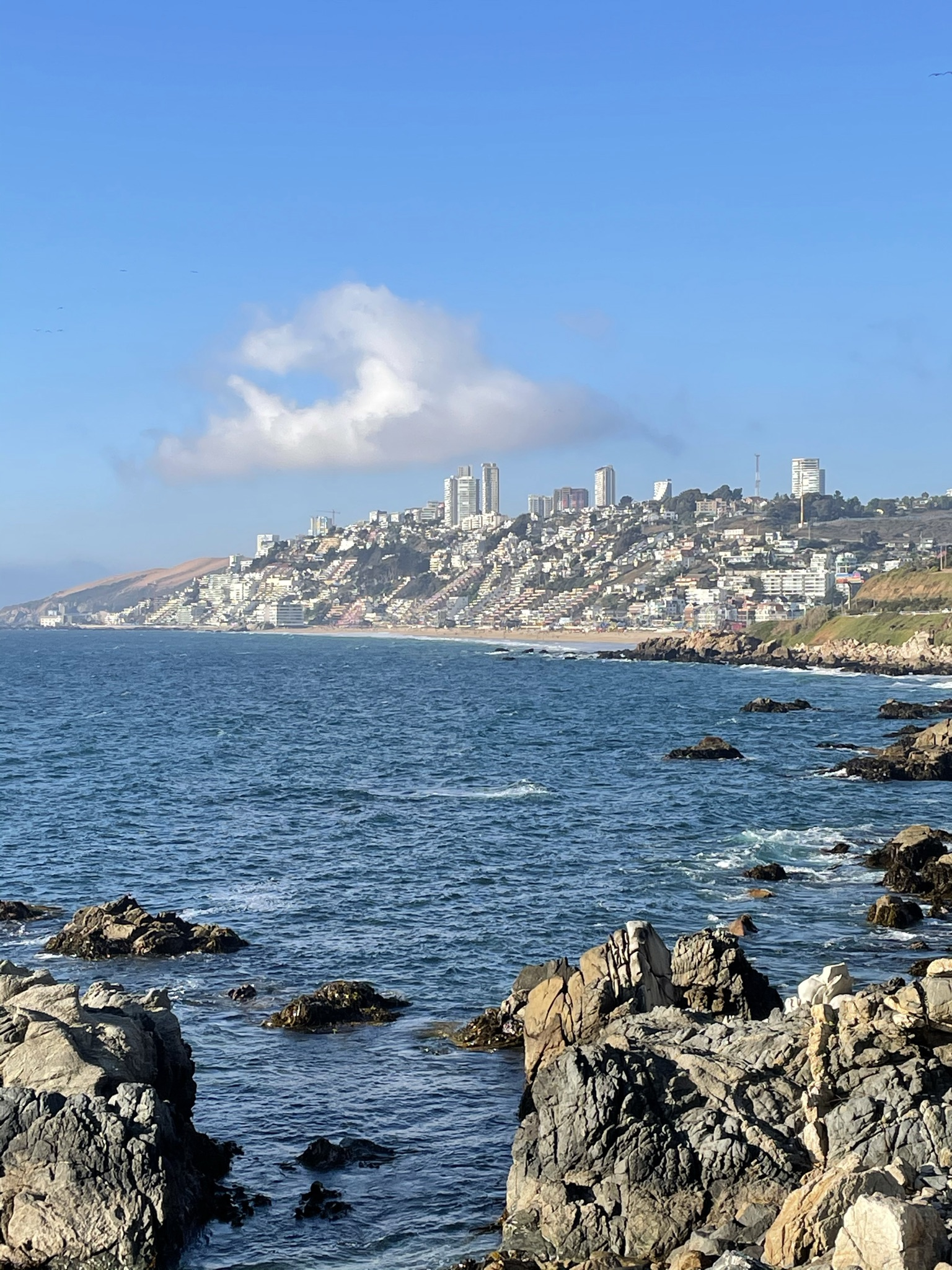
Vista Panorámica de Reñaca

Es una localidad perteneciente a Viña del Mar, es una zona principalmente exclusiva, turística y residencial, es conocida por sus extensas playas, edificios con forma de escalones en los cerros, restaurantes, clubes nocturnos y zonas de esparcimiento. Los orígenes del balneario se remontan a 1900, pero a comienzos de la década de los 60 es cuando comienza la urbanización de la zona, mientras en la década de 1980 Reñaca comienza a expandirse y colocarse como un centro turístico del litoral central. Los principales barrios de la localidad son Los Almendros y Jardín del mar que son de clase media alta y clase alta. Sus playas están divididas en sectores y atraen una importante cantidad de turistas, tanto chilenos como extranjeros, principalmente argentinos.

## Transporte

### Red viaria
Por autopistas la ciudad está comunicada a la Ruta 68 por medio de la Vía Las Palmas y la variante Agua Santa, que permiten la conexión con Santiago. Una segunda autopista, conocida como Troncal Sur, otorga comunicación terrestre con el interior de la región.

### Transporte público

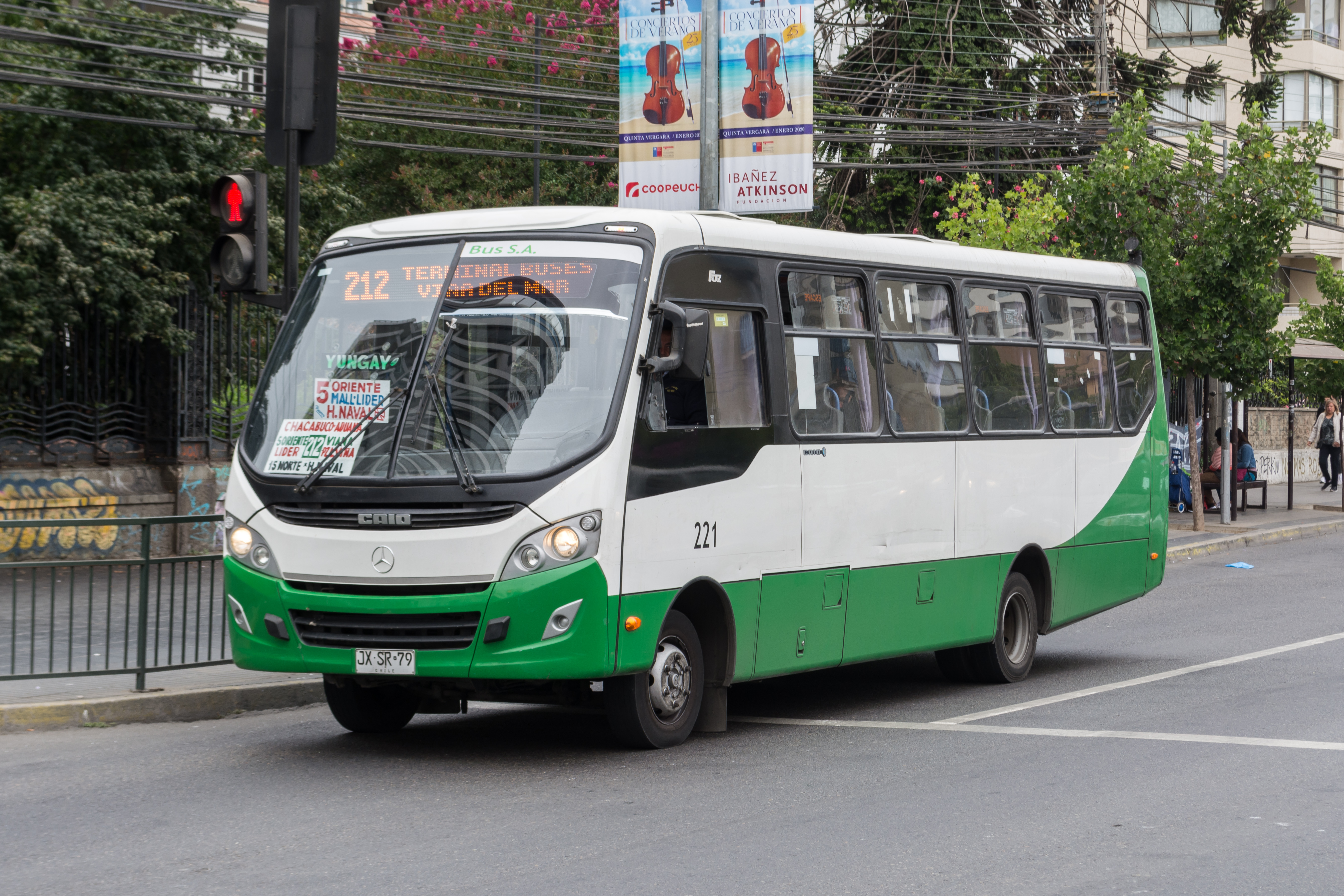
Bus de la línea 212 del Transporte Metropolitano de Valparaíso.

Los servicios de buses urbanos, que son los que operan dentro del Gran Valparaíso, están organizados bajo el sistema licitado Transporte Metropolitano de Valparaíso (TMV) y asociados a 10 unidades de negocios o empresas, de los cuales 7 recorren Viña del Mar. Además existen servicios de buses rurales con recorridos a localidades menos pobladas hacia el interior y norte de la Región de Valparaíso, y servicios de buses interurbanos, concentrados en el terminal Rodoviario, que conectan a Viña del Mar con Santiago y ciudades de la zona norte y sur del país.

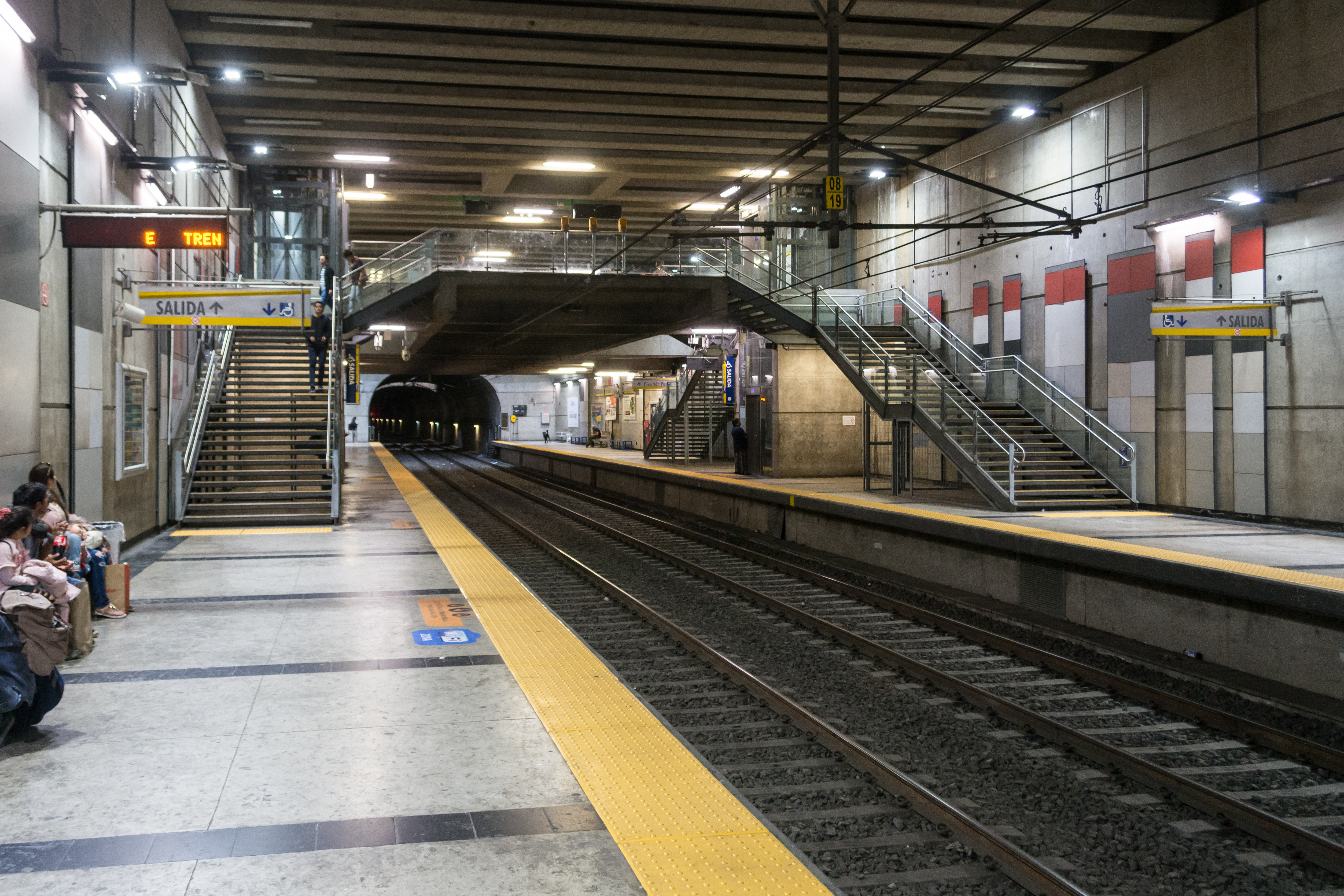
Estación Viña del Mar del Tren Limache-Puerto.

El Tren Limache-Puerto es el ferrocarril metropolitano que atraviesa gran parte del Gran Valparaíso y lo conecta con Limache a través de una doble vía ferroviaria electrificada, que en Viña del Mar se encuentra soterrada entre los sectores de Capuchinos y Chorrillos. De las 20 estaciones que forman parte de esta red, 6 se encuentran en Viña del Mar: Recreo, Miramar, Viña del Mar, Hospital, Chorrillos y El Salto.
Otros sistemas de transporte incluyen los servicios de taxis colectivos urbanos, con recorridos locales e intercomunales, y taxis colectivos rurales que generan una conexión directa con Quintero y La Calera. Cabe destacar también la presencia del ascensor Villanelo, funicular que conecta el plan con la parte alta de la ciudad en la calle del mismo nombre.
En cuanto al transporte aéreo, el aeropuerto comercial más cercano es el aeropuerto Internacional Arturo Merino Benítez de Santiago. La base aeronaval Concón, ubicada en dicha comuna y operada por la Armada de Chile, no cuenta con vuelos comerciales, aunque está en proyecto su habilitación para viajes internacionales.

## Deportes

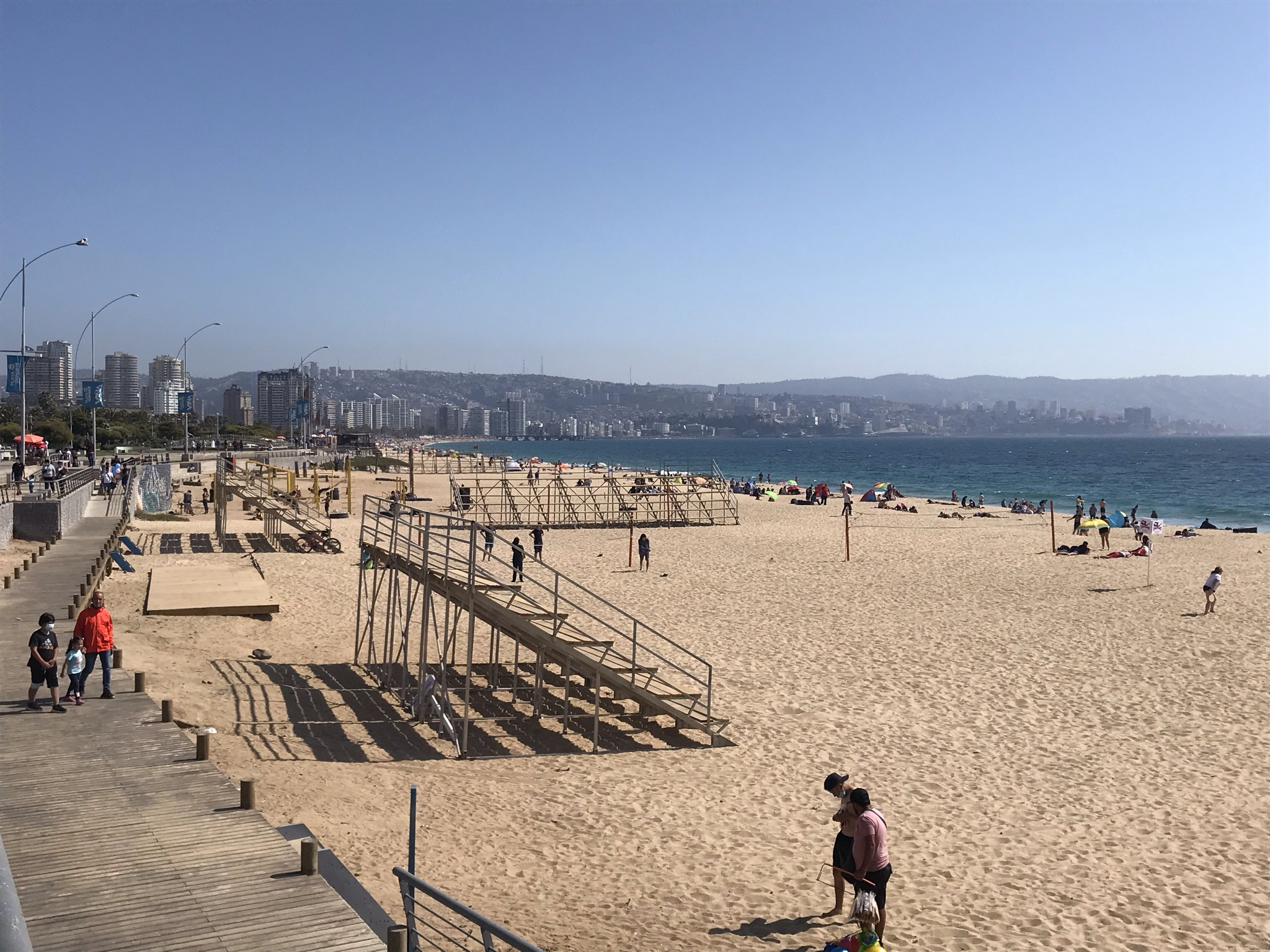
Playa del Deporte, Viña del Mar.

Viña del Mar tiene una larga historia relacionada con el deporte en Chile, ha sido cuna de muchas disciplinas deportivas debido a la inmigración que recibió la ciudad a fines del siglo XIX y su cercanía con Valparaíso, además también por su cercanía con Santiago, también ha sido sub sede de distintas disciplinas deportivas como Juegos Sudamericanos, la Copa del Mundo de Fútbol de 1962, la Copa América de 2015 o en 2023 de los Juegos Panamericanos, además de organizar torneos en distintas disciplinas a nivel nacional como Hockey, Rugby, Tenis, Automovilismo, Hípica, atletismo, entre otros.

### Hípica

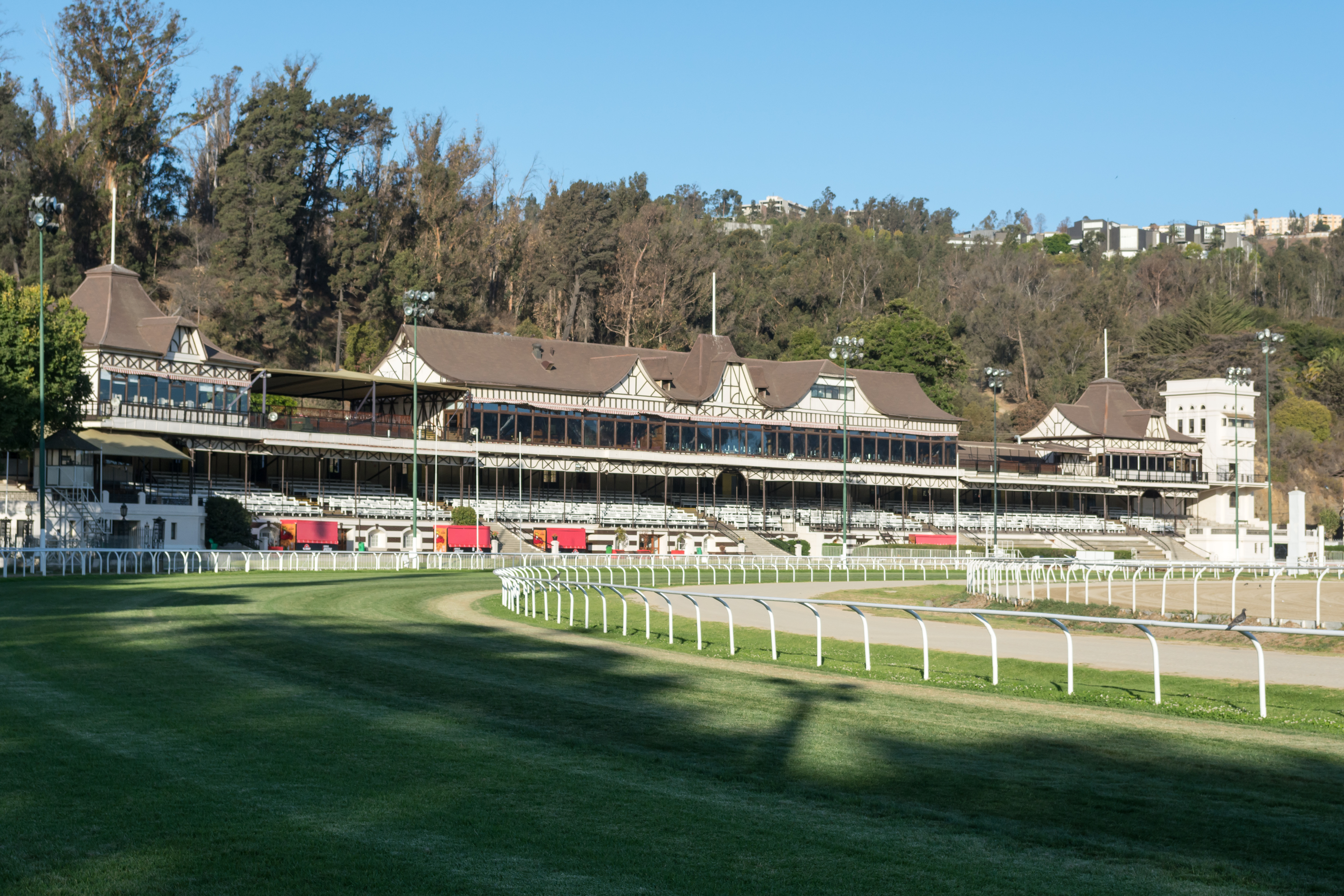
Tribuna principal del Valparaíso Sporting.

El desarrollo del deporte en la ciudad comenzó en 1882 con la fundación del Valparaíso Sporting Club, que celebra en sus instalaciones desde 1885 el Derby, última carrera de caballos de la Triple Corona nacional. El Valparaíso Sporting no solo se convirtió en uno de los más importantes centros de la hípica del país, sino que también en un espacio de promoción de los deportes en general. En sus dependencias se acogieron clubes de críquet, fútbol, golf, tenis, rugby, hockey, paperchase y polo, y en sus canchas se disputó el primer encuentro internacional de fútbol en el país tanto a nivel de clubes (1893) como de selecciones (1910), y albergó de forma íntegra el Campeonato Sudamericano 1920.

### Fútbol
Al igual que en el resto del país el fútbol es el deporte más popular de la ciudad, y está representado en la Primera División por Everton, fue fundado en 1909, el club que cuenta con cuatro campeonatos nacionales. El club ejerce como local en el estadio Sausalito, de propiedad municipal.
Viña del Mar fue sede de la Copa Mundial de Fútbol de 1962, de la Copa América 1991 y 2015, además de acoger la final de la Copa Mundial de Fútbol Sub-17 de 2015.

### Rugby
Viña del Mar es una de las cunas del Rugby en Chile debido a la inmigración inglesa que llegó a la ciudad a fines del siglo XIX, debido a la tradición del rugby en la ciudad, es que Viña del Mar es sede desde 1986 del Seven de Viña del Mar, organizado por Old Mackayans, uno de los torneos más tradicionales del Rugby Seven sudamericano.

### Tenis
El Tenis en Viña del Mar se practica desde mediados del siglo XIX, los inmigrantes británicos en la ciudad fundaron en 1882 el Viña del Mar Lawn Tennis Club, uno de los clubes de tenis más antiguo de Sudamérica. Viña del Mar ha sido sede de importantes torneos de Tenis, en ellos el WTA de Viña del Mar, torneo principalmente del tenis femenino y el Torneo ATP 250 de Viña del Mar que estuvo dentro del circuito sudamericano.

## Ciudades hermanas
Las ciudades hermanadas con Viña del Mar son:
- Mar del Plata, Argentina.
- Benidorm, España.[79]
- Sausalito, Estados Unidos.
- Cartagena de Indias, Colombia.
- Cozumel, México.
- Isla Mujeres, México (2009).
- Miraflores, Perú.
- Changwon, Corea del Sur.
- Wuxi, China.